# Szentgotthárdi ciszterci apátság
A szentgotthárdi ciszterci apátság 1183-ban, III. Béla király adományozása révén Szentgotthárdon alapított ciszterci apátság. Az alapítók Franciaországból, Trois Fontaines-ből érkeztek Magyarországra, a mai Vas vármegyébe, és birtokolták a mai Vendvidéket és néhány őrségi települést. E területek egészen addig a gyepűrendszer részét képezték.

A ciszterciek a korban igen fejlett mezőgazdasági ismeretekkel rendelkeztek, így az apátság megalapítása a Szentgotthárd környéki vidék fejlődésének máig legfontosabb mérföldköve, egyfajta alapja, amely jelentős volt a középkori Magyarország gazdaságára nézve is.
A szentgotthárdin kívül további négy monostor jött létre Béla király idejében. A Szentgotthárdról kirajzók alapítása Pornó (Pornóapáti) volt.
A ciszterciek saját maguk művelték a földjüket jobbágyaikkal együtt, gazdag ismeretekkel rendelkeztek az állattenyésztés, a halászat, a szőlőtermesztés és az erdőgazdálkodás terén is. Ez utóbbi környezetvédelmi tekintetben is rendkívül fontos, mert a ciszterci típusú erdőgazdálkodás hozzájárult ahhoz, hogy a Vendvidéken rendkívül egyedi erdők alakultak ki. Különösen Orfalu községben, a híres Fekete-tó környékén találni meg ennek legszebb példáját, mivel ott nagy számú öreg, de jó állapotban levő magas fa található, amely ma az Őrségi Nemzeti Park kiemelten védett része.
Szükséges megemlíteni, hogy az apátság lakói nem kizárólag munkástestvéreikre vagy jobbágyaikra hárították a nehéz fizikai munkát, hanem maguk is kivették részüket a tennivalókból. A szerzetesek éppúgy dolgoztak a földeken, a nagy munkák idején olykor több mint fél napot. A jobbágyaikkal is jól bántak, bár előfordultak komoly összetűzések az adóemelések kapcsán vagy az apát által elkövetett visszaélések miatt.

A ciszterciek nem véletlenül igyekeztek megtelepedni gyér népességű vagy egészen lakatlan helyeken. Ez hozzátartozik a sajátos szerzetesi gondolathoz, a világtól való elzárkózáshoz. Továbbá a szerzeteseknek saját kétkezi munkájukból kellett megélniük, ami ugyancsak az elzárkózás elvéhez tartozik, megelőzendő a mással szembeni függő viszonyt.
Az apátság a 14. század második felében hanyatlásnak indult. 1391-től Széchy Miklós fiai birtokolták időszakos megszakításokkal 1528-ig. Széchy Tamás önkényeskedései miatt csaknem teljesen elpusztult az apátság. 1528-ban visszanyerte javait s a talpra állás jelei mutatkoztak, de az utolsó apátot elkergették 1556-ban és a monostort erőddé alakították át. Ráadásul eljött a török hódoltság kora is. A 17. században a rabló akindzsik és szerbek már az apátság belső birtokain jártak. 1605-ben a megszálló császári erők elpusztították a régi apátságot, amelynek maradványai ma is láthatók. 1664-ben a szentgotthárdi csata pusztításai söpörtek végig a vidéken. A ciszterciektől csak a barokk stílusú templom és monostor épületegyüttese maradt fenn, az egykori Magtártemplom ma színházként működik. Előbbi építése az ún. heiligenkreuzi korszakhoz kapcsolható, amikor az apátságot 1734-ben III. Károlytól megkapta a heiligenkreuzi apátság, mely feltámasztotta haló poraiból a nagy múltú vendvidéki ciszterci apátságot. A kiegyezést követően, a mindenkori magyar kormányok követelései nyomán 1878-ban szétválasztották a két apátságot.
A régi apátság birtokainak egy része a trianoni Magyarország határain kívülre, vagyis Jugoszláviához, illetve Ausztriához került.
A kommunista hatalomátvételt követően 1950-ben végleg megszűnt a szerzetesi élet Szentgotthárdon.
A vendvidéki területek határsávi közegbe kerültek, elszigetelődtek, ami nem kedvezett a szocialista Termelőszövetkezetek kialakulásának, ezért a vidék megmenekült a nagyüzemi mezőgazdaság minden káros következményétől.

A birtok egykori majorjaiból kialakult községek többsége ma is létezik, és lakóik java része szintén az egykori apátság telepeseinek leszármazottja.

## Elnevezései
A szentgotthárdi ciszterci apátság, vagy egyszerűen szentgotthárdi apátság az idők folyamán több nevet is kapott, teljes neve a védőszent után szentgotthárdi Szent Gotthárd-apátság. Latinul szerepel Monasterium Sanctus Gothardus néven, németül egyszerűen csak Kloster Sankt Gotthard. Felszentelésekor a szerzetesek Szűz Máriának és Hildesheimi Szent Gotthárd püspöknek ajánlották az apátságot, neve B. V. Mariam et ad S. Gotthardum. Szlovénül Monošterska cistercijanska opatija. Szentgotthárd szlovén neve Monošter, ami feltehetőleg összefüggésbe hozható a monostor szóval.

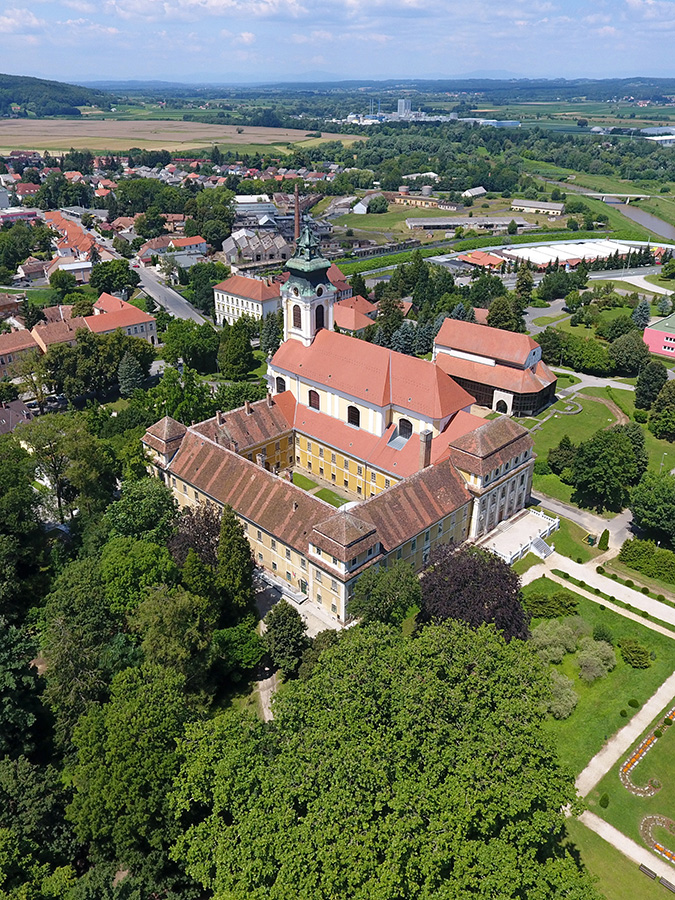
A szentgotthárdi ciszterci apátság madártávlatból

## Története

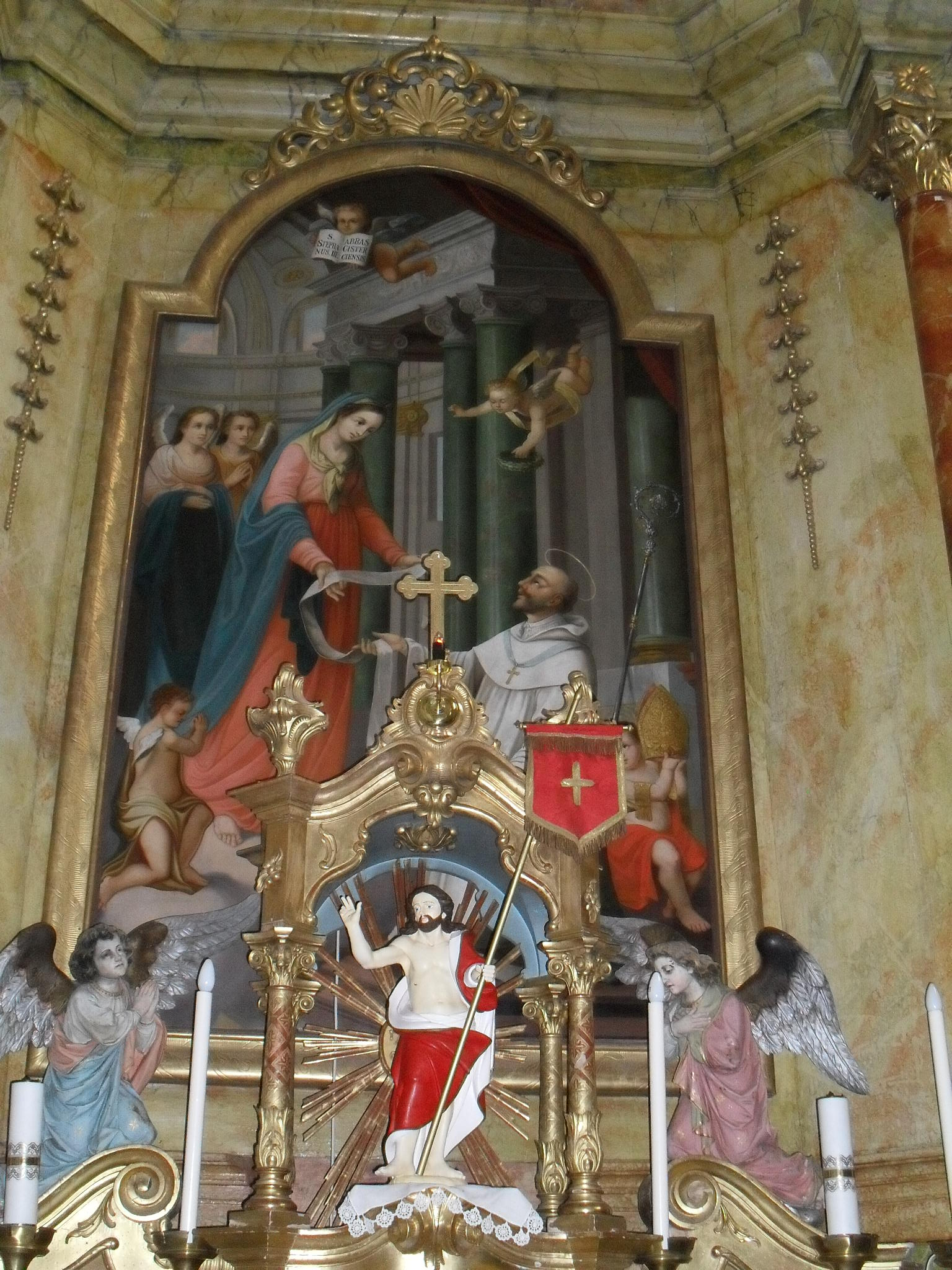
Az apátistvánfalvi templom főoltárának képe. Szűz Mária a rendi skapulárét adja Harding Szent Istvánnak. Harding a ciszterci szerzetesrend egyik alapítója, nevét viseli Apátistvánfalva, mely a szentgotthárdi apátság birtoka volt évszázadokig

### A ciszterciek elterjedésének okai
A honfoglaló magyarság az ország nem minden területén telepedett le. A határ menti térségekben gyepűket alakítottak ki, ahová határőr elemeket, például kabarokat, később besenyőket és szlávokat is telepítettek le, akik gyalogosan vagy lovasként őrizték a határt. Első említésük ewri alakban található I. (Szent) László törvénykönyvében. Ilyenekre ott volt szükség, ahol nem voltak természetes védelmi lehetőségek (hegyek), és könnyen átjárhatóak voltak. Szentgotthárd mellett helyezkedik el ma is az Őrség, mely a gyepű legszebb máig fennmaradt példája, noha lakói már nem határőrök. Kialakulása Szent István korára tehető. A gyepűelve lakatlan vagy ritkán lakott volt, ilyen gyepűelvéken élt sok szláv. A ma Szlovénia részét képező Muravidék (történelmi neve ennek is Vendvidék volt) is ilyen volt, de ott jóval több szláv (szlovén) lakott, mint a Szentgotthárd melletti régióban.

A 12. századtól csökkent a gyalogos határőrök jelentősége, mert az európai haderők fejlődésével párhuzamosan ezzel már kevésbé lehetett megakadályozni az ellenség behatolását, ugyanis az ellenséges erők általában elég gyorsan mozogtak, szervezettebbek és felfegyverzettebbek voltak. A tatárjárás nyomta rá végleg a bélyegét ezekre a katonai elemekre és indokolttá tette a várak építését, a gyepűelve felszámolását.

A másik ok, hogy királyaink a magyar uraknak birtokokat adományoztak, amelyek a 12. század második felére már fogyásnak indultak a belső területeken. Köztudott, hogy III. Béla volt az első uralkodó, aki egész vármegyét adományozott el. A királyi birtok veszteségeit pótolta, hogy a kiaknázatlan gyepűelvét is kezelésbe kezdték venni, benépesíteni, megművelni.
1183-ban az addig az Őrséghez tartozó vendvidéki gyepűelve nem az Őrség felszámolását jelentette. Magyarország lakossága gyarapodott, és az ország fejlesztéséhez nyugatról hoszpeszeket hívtak be a magyar uralkodók, akik fejlett gazdasági ismeretekkel rendelkeztek. Azonkívül Nyugat-Európa népessége ez idő tájt annyira megnövekedett, hogy saját erőből ezek az országok nem voltak képesek az élelmezési gondok fölé kerekedni. A gyéren lakott kelet-európai államoknak szükségük volt telepesekre, hogy a népességszámot növelhessék, így nagy szaktudású telepesekkel gyarapíthatták országaikat. A hoszpeszek új hazájukban széles kiváltságokat kaptak, s hamar megszerették Magyarországot. Egyes helyeken, mint például Csehország, a bevándorlás megváltoztatta az etnikai összetételt.
Az ilyen elvadult régiók kezelésére jöttek a legjobban a földművelő szerzetesrendek. Franciaországban egy új közösség volt kialakulóban, amit az angol Harding Szent István, Clairvaux-i Szent Bernát és Molesmei Szent Róbert alapozott meg. Alapításának helye Cîteaux latinul Cistercium, ezért lett az új rend neve Ciszterciek, akiknek belső életét egyszerűség, szigorúság és a böjt következetes megtartása jellemezte. Az új szerzetesrend előtt nem kizárólag a szellemi élet, hanem a kétkezi munka, a földművelés és a kézművesség is felértékelődött. A Nyugaton felhalmozott új mezőgazdasági ismeretek mellett, saját maguk is törekedtek tapasztalatok szerzésére, és nyolc évtizeden belül olyan népszerűek lett a kontinensen, hogy a 13. század végére már hétszáz apátságuk volt Európában.

Magyarországra először osztrák területről II. Géza hívására érkeztek ciszterciek Tolnába, Bátaszék környékére, de további monostorok alapítására III. Béla koráig nem került sor.

### A rend alapításának körülményei

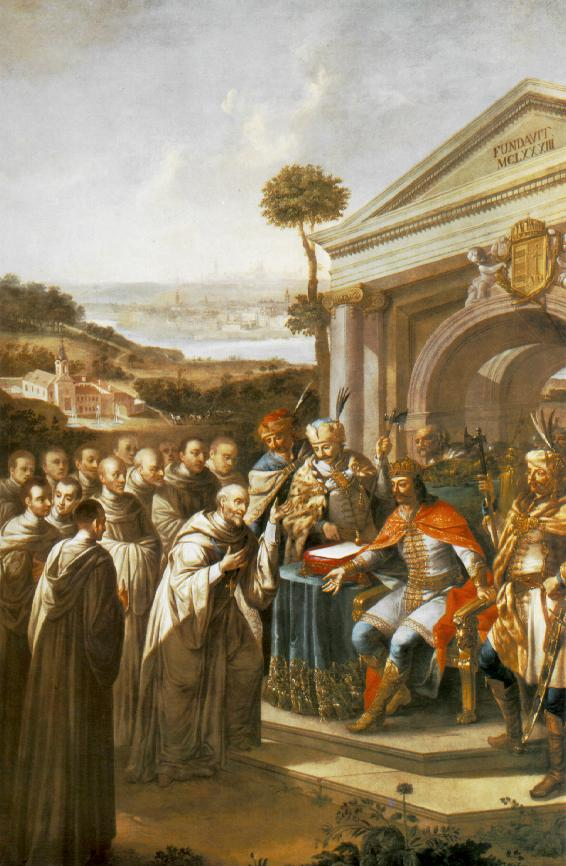
Dorfmeister István: III. Béla király megalapítja a szentgotthárdi apátságot

A ciszterciek generális apátja és néhány szerzetestársa 1183-ban látogatást tett III. Bélánál. A rend magyarországi történetének ez az egyik legnevezetesebb eseménye, amit idősebb Dorfmeister István a freskóján is megörökít. Az apát és a király közötti eszmecsere eredményes volt, és a Béla által kiadott rendelkezés értelmében a már meglévő és az azután létesítendő monostorok olyan kiváltságokat élvezhetnek, amelyeket Franciaországban is élveznek. Ez segítette a ciszterci rend elterjedését Magyarországon. 1183-tól három apátság létesült: Pilis, Szentgotthárd és Pásztó. Jelentősen hozzájárult ehhez, hogy Bélának francia feleségei voltak. Az első egy esztendővel a szentgotthárdi apátság alapítása után hunyt el.
Ma már egyértelműen bizonyított, hogy a szentgotthárdi apátságot 1183-ban alapították, ami azonban csak elvi alapításnak számít, melyet az oklevél foglal magába. Ténylegesen a ciszterciek csak 1184. október 7-én foglalták el helyüket.
Még mielőtt a megtelepedés, vagy a világi, esetleg egyházi személy részéről történt letelepítés megtörténne, gondosan ki kell választani a letelepedésre szánt helyet, azon belül a monostorét birtokkal és épülete elkészítését. Tehát a rend alapítása nagyon összetett folyamat, ami egy-két évet is igénybe vesz, mert az okleveles alapítás csak anyagi és jogi alapítást jelent. Ezért a rend tényleges alapításának azt tekinti, miután berendezkedett a területén.

### Az új apátság elhelyezkedése
A ciszterciek, ha lehetett, olyan területet próbáltak kiválasztani, melyet még az emberi művelés elkerült. Ezt az elvet már a rend alkotmányában is fel lehet fedezni. Másrészt ezt a területet jelölte ki számukra a király is.

A Lapincs torkolatának közelében álló monostor fekvése megfelelő volt. A hely kissé kiemelkedő, de nedvességtől védett, a patakok a Rába völgyére nyílnak és nagy körzetből utat nyitnak a monostor felé, ami így a vidék természetes központjában fekszik, így az apátsági birtokok is a monostor körül csoportosulnak. Az apátság birtokának legnagyobb szélessége 28 km nyugat-keleti irányban, hosszúsága északról délnek 9 km, ez kb. 275 km²-nek felel meg. Ez az egységes terület idegen birtoktestet nem tartalmazott, ezért a szerzetesek mozgástere bőséges, tágas munkateret nyújtott, így a szentgotthárdi apátság elkerülte azt, hogy kisebb nyugati ciszterci apátságok ügyes birtokszerzési politikával megcsonkíthassák a területét.

Az alapítólevél hiányában pontos határát a birtokoknak nehéz meghatározni, ezért elszórt okleveles adatokból lehet körvonalazni a birtokot. III. Orbán pápa 1187-ben kelt kiváltságlevelében Jánosfalva és a közeli Nagyfalva, valamint Badafalva is a birtok része, ebből az következik, hogy az apátság kiterjedésének határa a stájer határ volt még a 12. században. II. András magyar király 1213-as oklevele Dobraföldét említi az apátság uradalmának nyugati határaként. Az alapítást követő századokban az apátság birtokai Ercsenye, és Krisztián települések is. A végeredmény tehát, hogy a Lendvától a Lapincsig az apátság birtokainak határa egybeesett az országhatárral. Északon a Lapincs-Rába összefolyásánál van a határvonal, a túlsó parton már Németújvár földje terült el. Keleten Gyarmat (Rábagyarmat) és Gárdonyfalva (Kondorfa) képezték a legszélső határt. Délen Farkasfalva (Farkasfa) és Istvánfalva (Apátistvánfalva) vonaláig húzódott a birtok-határ. A heiligenkreuzi korszakban került Kis- és Nagydolinc az apátsághoz, de feltehetően a középkorban is hozzá tartozott. A 16. századi adóösszeírások ugyanezeket a községeket tüntetik fel az apátság tartozékaiként, továbbá a heiligenkreuzi korban is ugyanez az állapot fedezhető föl, magyarán ez volt az apátsági birtok legnagyobb kiterjedése a mohácsi vész előtt.
Voltak viszont a törzsbirtoktól távol eső, nem egységes területen elhelyezkedő, szétszórt birtokrészek is, melyeket a rend világi, vagy egyházi főúr adománya révén kapott. Ilyenek 1198-ban Almás (Almásháza), Battyán, Szentkút, Varsány, valamint Vasvár. Ez utóbbi öt helységben csupán malma volt a cisztercieknek. 1240-ben Szentiván, 1242 után, a tatárjárást követően Győrvárat kapta a rend Dobraföldéért cserébe, 1274-ben Boldogasszonyfalva (Vasboldogasszony), 1274-ben Olaszka (Lapincsolaszi), 1294-ben Edelics (Pusztaederics), 1381-ben Intha (Intaháza), 1452-ben Szompács.
Az 1970-es években végzett feltárásokat követően a kutatók olyan megállapításra jutottak, hogy a ciszterciek megtelepedése előtt is volt Szentgotthárd környékén település. Míg Magyarországon a lakatlan peremterületek felé való terjeszkedés még csak a 11. században kezdődött el, nyugaton a bajor területek felől ez már korábban megindult, ezért úgy vélik, hogy bajor település lehetett itt. A szlovénok őslakos népcsoportnak minősül a kisebbség Magyarországon, mivel a 6. században már megjelent Pannóniában, akkor a Balatontól délre fekvő részeket, egész Mohács vonaláig népesíthették be az avarokkal együtt, de a szentgotthárdi régióba bizonyos, hogy csak a ciszterciek korábban tették be lábukat.

### Az apátság felépítése, lakossága, gazdasága

#### Az apátsági birtok állapota a kezdetekkor
Az apátság körül elhelyezkedő földterületek nagy része gyepű volt, erdős, ritkán lakott illetve mocsaras. Számos mocsár azonban nem természetes módon keletkezett. A Rába mentén az őrök alkalmazták a Stájerország és az Osztrák Őrgrófság felőli utak elmocsarasítását, különösen II. Konrád német-római császár 1030. évi magyarországi hadjáratát követően. A mesterségesen előállított mocsarak egy 35 km-es szakaszon részben átszelték, részben határolták az apátsági uradalmat 1183-ban. A Rába völgyére eső rész mocsarasnak tekinthető, erre utal az is, hogy a később kialakult települések inkább dombságokra települtek, s nem az alsó egyenesebb terepekre. Másrészt a Rába igen sűrűn áradt, jelentős károkat okozva. A szabályozására tervek csak a 17. században születtek.
A terület nyugatról keletre lejtett dombvidék. A keleti régiókban csak 300 m-ig terjed a magasságuk, ezek már tekinthetők kisebb hegyeknek, s a külső területen, a Stájerország melletti magaslatok is csak a 400 m-es magasságot érik el. Ezek a vonulatok részben az ún. Vendvidéki-dombság, mai nevén Goričko részei. Ezeket Nemesnépi Zakál György őrségi író „Vandal Hegyek”-nek írja, ugyanis a szlovén lakosságot egy időben a vandálok leszármazottainak vélték.
Az erdőségek tekintélyes része még hosszú századokra fennmaradt, a ciszterciek a fával mindig is takarékosan bántak, és ezt a tradíciót az itteni földművelők évszázadokig megtartották. A mostani még földművelésben levő szántók nagy részéről még ma is megállapítható, hogy valamikor erdő volt a helyén.

A Vendvidék éghajlata hűvös volt, ami a nem túl jelentős bortermelésben is megmutatkozik.

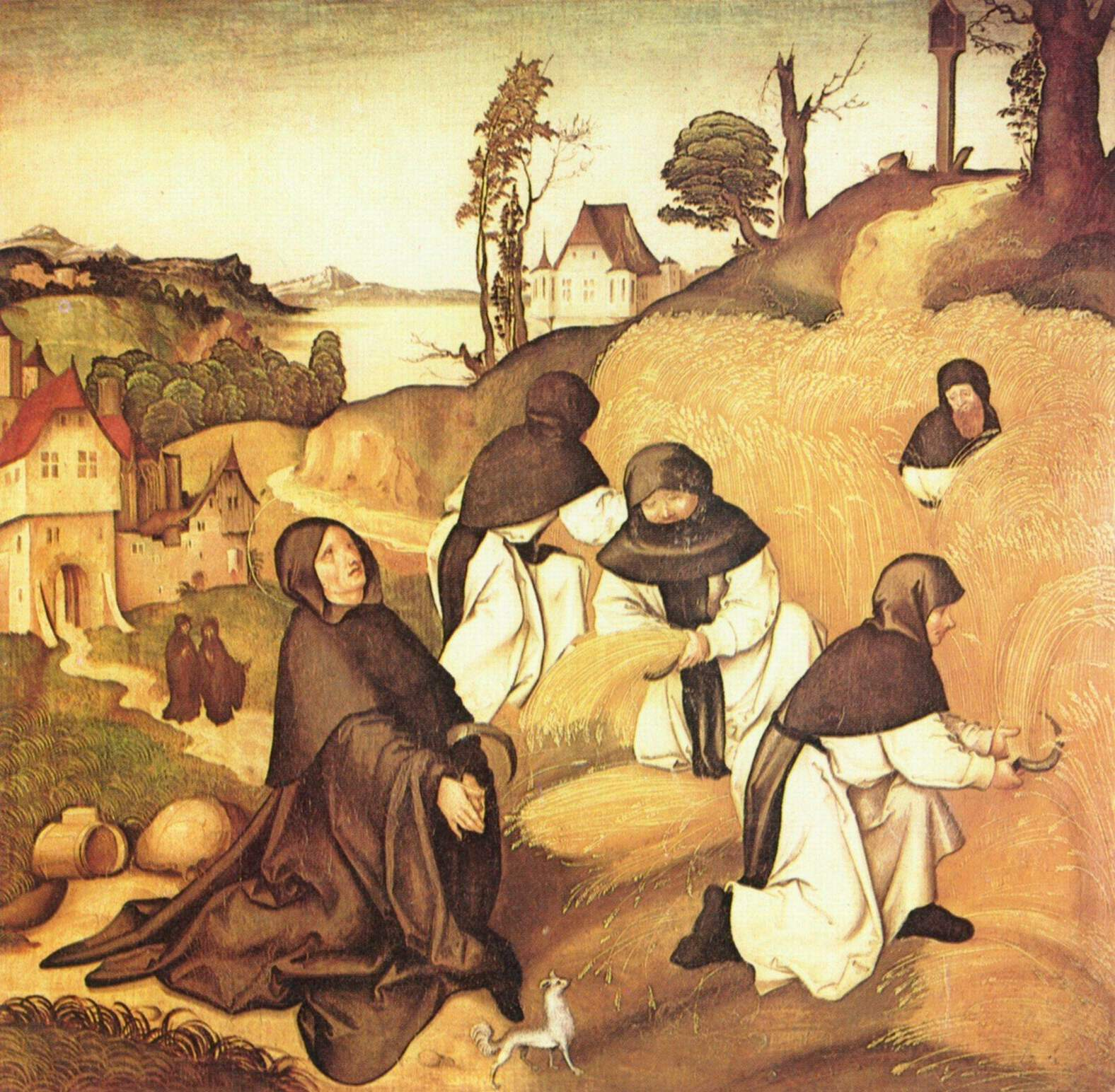
Jörg Breu: A ciszterciek munka közben

Az apátság alapítólevele sajnos a legtöbb ciszterci alapítólevélhez hasonlóan elveszett a történelem viharaiban. Fontos megemlíteni, hogy a mohácsi vészt követően, mikor I. Szulejmán serege Budát vette célba, az udvar próbálta levéltárát megmenteni, de a dokumentumokat szállító hajók a Dunán elsüllyedtek és a pótolhatatlan értékű dokumentumok elpusztultak.
A ciszterciek – szokásukhoz híven – kőből építették minden monostorukat, ám ezek művelődési és nem honvédelmi feladatokat láttak el. Valószínűsítik, hogy itt már megtelepedésük előtt állt templom, amit átvettek és azzal együtt annak nevét is. Másik lehetőség, hogy a ciszterciek hozták magukkal Szent Gotthárd tiszteletét, akit nem sokkal az ő áttelepülésük előtt avattak szentté.

Így fordulhatott elő, annak ellenére, hogy a ciszterci szerzetesek templomaikat általában Nagyboldogasszony oltalmába ajánlják, a szentgotthárdi templomuk Mária és Gotthárd püspök nevét viselte (ad B. V. Mariam et ad S. Gotthardum).
Az apátság Trois Fontaines filiája maradt 1448-ig.

##### Az apátság temploma és más épületei
Az apátság temploma háromhajós, kereszthajóval és nagy félköríves szentéllyel épült meg. Nyugati homlokzatán két szerényebb kialakítású bejárattal, míg a díszesebb főkapu a kereszthajó déli végén, a kolostor felől nyílt. Napjainkra az első templomnak csak falmaradványai maradtak meg, amelyek a felújított második, ún. Magtártemplom (ma Színház) épülete körül találhatók.

A monostorban mindenkinek külön alvóhelye (cellája) volt, ahol egész éjjel égett a mécses, a lakóknak teljes csendben kellett maradniuk, senkivel sem válthattak szót.
Valószínűleg az írásos források hiánya miatt alakulhattak ki olyan elméletek, hogy a szentgotthárdi apátság nem is ciszterci, hanem bencés rendű volt eredetileg, és neve nem azonosítható Szent Gotthárddal. Az elképzelés szerint egy állítólagos Gotho nevű Mura-parti monostorból jövő bencések alapították. Egy másik elmélet szerint a monostor eredetileg várnak épült. Mindkettő azonban tarthatatlan és bebizonyíthatatlan állítás. Gotho bencés kolostorának nyomát azóta sem találták meg. A monostornak bár voltak bizonyos honvédelmi kötelezettségei, hiszen a régi középkori templomok is mind valamilyen védelmi feladatot láttak el, gondolni lehet akár itt a vastagfalú román stílusú templomokra, amelyeknek szűk ablakai lőrésekként funkcionálnak, de akár az erdélyi szász erődtemplomokat is példa ként vehetjük. A gotthárdi monostor körül kialakult „vár-elmélet” voltaképpen csak a 16. századi állapotokat vetíti vissza, amikor a monostort tényleg úgy alakították ki, hogy ténylegesen erőd is lehessen.
A romokat Franz A. Pilgram mérte fel az 1605-ös pusztítás után, és úgy találta, hogy hosszában 297 láb, szélességében 138 láb volt az apátság (utóbbi a kereszthajó volt) mérete.

#### Az apátság jogi helyzete

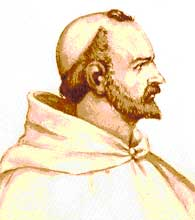
III. Luciusz pápa portréja

A magyarországi ciszterci apátságok kiváltságos helyzete egyes monostoroknál bizonyos értelemben csak elvben volt veleszületett joga. Az alapítást követően még mindig függtek egyházi, világi, vagy királyi hatalmasságtól, s a függő viszonyból adódó terheket kötelesek voltak viselni. Az apátságok azonban törekedtek a kiváltságok szerzésére, s alattvalóik minél szorosabban történő magukhoz fűzésére. A kiváltságokat a szentgotthárdi apátság is aprólékosan nyerte el, s az idők múltán seregnyi privilégiummal rendelkeztek, de persze az adhatott mások részéről áskálódásra való okot. A privilégiumok azonkívül nemcsak őket, hanem jobbágyaikat is érintették.
A szentgotthárdi apátság a győri püspökség fennhatósága alá tartozott, de III. Luciusz pápa 1185-ben olyan kiváltságot adott a szerzeteseknek, melyben a püspök joghatóságát erősen korlátozta, s már az alapításnál figyelembe kellett vennie az apátság kiváltságait és nem avatkozhatott bele az apát-választásba. Nem gyakorolhatott azonkívül bírói jogokat sem a rendi tagok, sem azok jobbágyai felett, s a szerzetesek nem tartoztak neki engedelmességgel. Luciusz ki is vonta a szerzetesek a dézsma fizetése alól.

Mindezen kiváltságok felett a nagykáptalan őrködött, s vigyázta Luciusz pápa kiváltságlevelét, amit abban az esetben, ha valaki követeléssel állna elő az apátság felé, felmutatta és igazolta a pápától kapott jogokat.

A győri püspökkel az első időkben felhőtlen jó volt a viszonya az apátságnak. Ugrin győri püspök volt az első jótevője a cisztercieknek, nekik 1198-ban Szentkúton egy szőlőt adományozott. A pápai levél megerősítette a királytól nyert privilégiumokat. Újabb megerősítésre 1187-ben került sor III. Orbán részéről.

Bírói joghatóságot egyedül a Vas vármegyei ispán gyakorolhatott. A későbbi királyok lassacskán az egyházi és világi uradalmak népeit is a földesúr bíráskodása alá rendelik, s a 13. század elején a földesúr bíráskodott saját jobbágyai felett.

A szentgotthárdi apátság II. Andrástól kapott ilyen kiváltságokat. 1214-ben olyan panasszal éltek, hogy megyei tisztviselők kiváltságaik ellenére zargatják őket, ezért András szigorúan járt el az ispán és a viceispán előtt.

A pénzváltóknak sem volt szabad az apátság területére betenniük a lábukat, s a pénzváltási teendőket is az apát intézte. Az akkor használt kamarahaszon-féle jövedelem szerzése a kamaraispán feladata volt, de a ciszterciek ezt a saját területükön maguk intézték.
Birtok ügyekkel kapcsolatban 1268 körül a nagykáptalanon határbevallást tett az apát, hogy igazolja az apátság kiterjedését.
Károly Róbert a pénzrontás eszközét megszüntette és bevezette a kapuadót, ami portánként 18 dénárt jelentett. Az apátság viszont ezt az adót sem fizette, sőt Károly megerősítette minden eddig privilégiumukat már 1326-ban, 1340-ben pedig teljes adómentességet adott, azzal a kikötéssel, hogy az apátnak kötelessége elfogadni és forgalomba hozni a kamara pénzét. I. Lajos 1345-ben eltiltott minden adószedést, egész addig amíg az apát fel nem mutatta kiváltságleveleit.

#### Az apátsági birtok kiépítése
A ciszterciek letelepedésüket követően nyomban hozzáláttak az uradalom megszervezéséhez. Hogy az elvadult területeken is meghonosítsák a földművelést és az állattenyésztést, telepeket létesítettek, melyeket közemberekkel műveltettek. Ennek praktikus okai voltak, mert a szerzetesek egymaguk ezt a nagy földet nem tudták volna megművelni. E célra megfeleltek a majorok (lat.: grangia, vend.: marof). Ezek építéséről ugyanaz a törvény rendelkezik, amely előírja, hogy saját megélhetésük érdekében a szerzeteseknek kétkezi munkát kell végezniük.
| „                                                                                             | Rendünk szerzeteseinek kezük munkája után kell élniök a földművelésből és az állattenyésztésből. Ennél fogva saját használatukra szabad birtokolnunk lakott helyektől távol eső szántóföldet, rétet, szőlőt, erdőt és vizeket, azonkívül állatokat. Ezek művelése, tenyésztése és fenntartása végett közel-távolban birtokolhatunk majorokat: ezeket munkás-testvéreink vezessék. | ” |
| – Az Exordium Parvium és a nagykáptalan szerinti szöveg (Inst. capit. apud Cistercium. c. V.) | |   |

A majorépítés lehetőségével minden apátság élt. Mielőtt a majorhálózat kiépítésébe kezdtek volna, előzetes megbeszélés alapján rendezték el a majorok helyét. A Franciaországból hozott ismeretek alapján először csak a monostor közelében alakultak majorok, aztán később a távolabbi pontokon, melyekkel a területet biztosították már. 1187-ben már áll Nagyfalva, Badafalva, Jánosfalva és Pocsfalva majorja, így négy alatt jelentős eredményeket mutatnak fel a ciszterciek a Vendvidéken.

A legelső települések Zsidófalva (Zsidahegy) és Kedhely (Rábakethely), mindkettő ma Szentgotthárd része. A monostorhoz közvetlen közelségük miatt tekinthetők az első településeknek a környéken.

Az első négy major völgyben fekszik. Nagyfalva, Badafalva és Jánosfalva a Rába, míg Pócsfalva a Lapincs mentén áll. Ezekben megmutatkozik a ciszterciek völgyek iránti előszeretete. A dombságok munkába vétele csak a völgyek után következik.

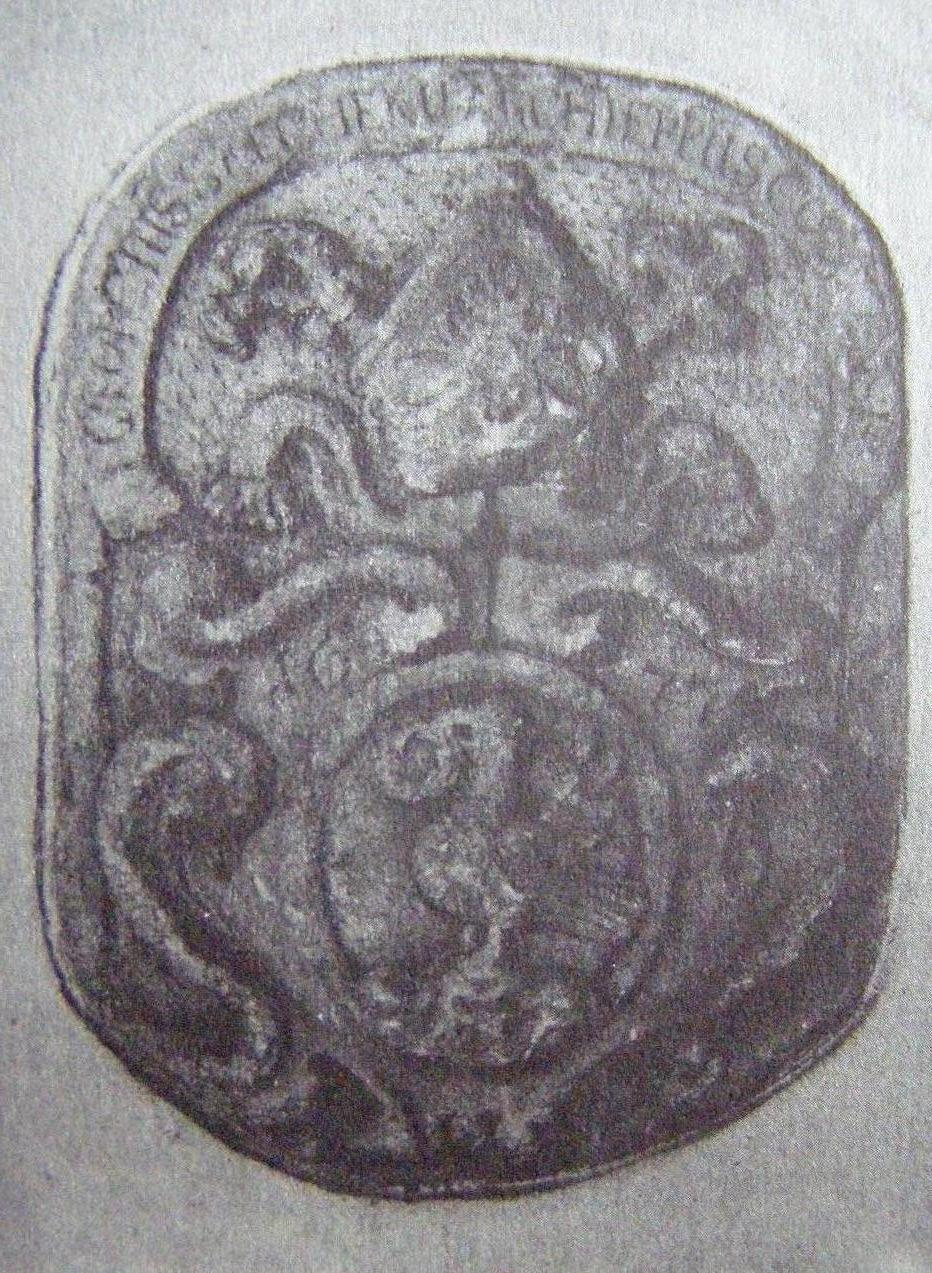
Széchényi György esztergomi érsek címeres köve, melyet az új templomnak adományozott 1677-ben

Az apátság munkaereje az első években még csak a szerzetesek közül került ki, egész addig, amíg kellő számú munkástestvérrel és paraszttal nem rendelkeztek. Az akkori szabályok szerint a munkástestvéreknek munkájuk végeztével meg kell térniük azonnal a monostorba. Hogy ez ne kerüljön sok időbe, ezért az első majorok a közelben feküdtek.
A művelésbe bekapcsolt ritkán lakott vidékekre munkaerőt kellett telepíteni, ezért földműveseket kezdtek toborozni a szerzetesek. A telepesek között voltak magyarok, de nem olyan nagy számban, azok is a keleti végekbe került. A többség szláv és német volt. A szlávok szlovének voltak, egy részük a népesebb Dobraföldéről érkezett, de még az is telepítésre szorult egy időben, viszont erre felé a benépesülésre csak később kerül sor, mert ekkoriban még állandóak a határvillongások. Másokat Stájerország déli részéről toborozták (a mai Maribor körzete), melyek szintén szlovén lakosságból tevődtek össze. De toboroztak még Szlavóniából is, ahol annak idején szintén éltek szlovének. Valószínű, hogy horvát földművesek is érkeztek Szlavóniából, erre utal Horvátfalu, amely Nagyfalvától északnyugatra állt. Szlovén volt ekkoriban Nagyfalva és Jánosfalva is, valamint több mai községnek van szlovén neve, így Kedhelynek Trošče, Csörötneknek Čretnik, Rönöknek Rönik, v. Renik. A térképek a 20. században több ilyen községben 10%-nyi szlovén lakosságot jeleznek. Pável Ágoston kutatásai is alátámasztják azt a tényt, hogy a ciszterciek szlovéneket nemcsak az effektíven szlovén falvakba, mint Apátistvánfalvára, vagy Felsőszölnökre telepítettek, hanem más falukba is. Még Velemér is a középkorban jobbára szlovén lakosú lehetett. Több faluban együtt éltek a többi nemzetiséggel a szlovénok, így a németekkel és a magyarokkal, 1221-ben már említik Rábatótfalu községet Villa Sclavorum néven. A latin sclavus szlávot jelent, a középkori írásos források Dobrafölde és Felsőlendva lakosságát is ekként jelölik.
A szlávokat nemcsak azért telepítették a területre, mert a közelben éltek, hanem mert úgy ismerték őket, hogy nagyon keményen és szorgosan tudnak dolgozni.
Létezett még egy Olaszfalu nevű község is szintén Nagyfalvától északra. A név miatt következtetni lehet olasz etnikum megtelepedésére is.
A majorok később falvakká alakultak át. Ezek közt soknak van „-falva” és „-falu” végződése, melyek közül több idővel lerövidült „-fa” alakká. Ezzel a jelenséggel sok más község esetében találkozhatunk. Mások, mint Apátistvánfalva, Szakonyfalu, Tótfalu és hasonlók megőrizték a „-falu, -falva” végződéseket. Ami a legszembetűnőbb, hogy a Dunántúlon sehol egy csoportban nem állnak így a községek.
A községnevek első fele tulajdonnév, melyek akár visszavezethetőek az apátsági népek neveire, így Istvánfalva az Istvánra, Nagyfalva német és szlovén neve a Mogersdorf és Modinci, Magdinci Mocs (Much) egykori szolga nevére. Ez azt jelentené, hogy amelyik község ilyen összetételű nevet mutat fel, az apátsági település.
Ha egy major kiterebélyesedett, azaz községgé vált, az helyváltoztatást eredményez. A helyváltoztatás szempontjából a települések lehetnek patak-, ill. folyómentiek. Folyómentiek elsősorban a Lapincs és Rába völgyében fekvő falvak, melyek nem közvetlenül a folyó partját választják, hanem a folyóvölgy széleit, ahol a dombok kezdődnek és így többek között az áradásoktól is védve vannak a házak. Emellé közel állnak a kettős munkatérhez, az erdőhöz és a lápokhoz.
A községgé válás a majorok kettős beosztásával kapcsolatos. A major egyik elkerített részében állt a munkástestvérek háza és a gazdasági épületek. A ház kápolnát, ebédlőt, a tűzhely helyét és a cellát (alvóhelység) foglalta magába. A gazdasági épületeket az istálló, pajta és magtár alkotta. A major másik része a szolganépek házaiból állt, ahol családjaikkal együtt laktak, s ez lett a leendő község fészke, ennek fejlődése állandó volt és tovább tartott, mint a munkástestvérek lakhelyének fejlődése.
A majorok jelentősége abból a szerepből látható, amelyet az apátság gazdasági életében vittek. A majorok voltak az emberi művelésen kívül esett földek kiaknázásának bázisai, a gazdálkodás beindítása mindenkor a majorokból történt, ezért van az, hogy a legnagyobb részt az uradalomban a majorok foglalják el.
A majorok munkája a legelső időkben csupán a talajtörés volt. Ez a folyamat két csoportra osztható, az erdőirtásra és a talajszárításra, így a majorok is a nekik kijelölt feladatok szerint létesültek a folyók kiöntési területén, vagy kisebb patakok mentén, az erdőségek közelében.

Az erdőirtást a ciszterciek favágással, illetve tűz segítségével végezték. Utóbbi folyamat volt a leggyorsabb, amit elsődlegesen a földművelés útjában álló erdőknél alkalmaztak. Az erdőégetésnél mindig gondosan kiválasztották, hogy mely terület lehet alkalmas művelésre talaja és fekvése szempontjából. Amelyiket nem lehetett erre hasznosítani, azt meghagyták. Az elégetett erdőt nyiladékokkal elhatárolták, hogy a tűz ne terjedhessen tovább. Sok ilyen nyiladék fennmaradt több erdőben, melyeket az esők azóta tovább mélyítették. Az erdőt a szélén gyújtották meg, amely így befelé égett, s a tűz kihunyása után eltávolították a megmaradt tuskókat és gyökereket. A hamu a földet megtrágyázta, amit ökör vontatta vasekével szántottak föl, minthogy ez a frissen igénybe vett erdőtalaj még elég kemény volt.

Egyszerre annyi területet fogtak égetés alá, amelyből egy egész dűlő kijöhetett, így az adott dűlő nemegyszer nevében őrzi meg az égetésnek az emlékét. Ritkaházán van a Žgálina völgy. A nevében található žgáti szó égetés-t jelent vendül.
A talajszárítás a mocsarak és lápok felszámolását jelentette. Az eljárásmódja ennek, hogy a vizenyős kiöntés terület széleitől a lejtőirányába árkot húztak, amivel levezették az állóvizet és meggátolták további víz felgyülemlését. A terület még egy ideig nedves maradt, ezért rétként használták, s fokozatosan szántottak föl egy-egy sávot belőle. Ezeken a mocsaras területeken egészségtelen volt a levegő, ezért sokan meghaltak.
A talajtörés a 13. század második felében ért véget a Vendvidéken. A több évtizedes munka mérlegét úgy jellemezhetjük, hogy a ciszterciek és nem utolsósorban szolganépeik nagyon áldozatos és fáradságos munkát végeztek.

A gazdálkodás megszervezését végig kísérte a kiváltságok megszerzése is. Az ez irányban elért eredmények olyan kiváltságos jogi helyzetet hoztak létre, hogy a gazdasági sikerek magyarázatát ebben kereshetjük.

#### Az apátság belső szervezete
Összességében elmondható, hogy a szentgotthárdi ciszterci apátság ilyen kiváltságok mellett csaknem teljesen önálló volt a Magyar Királyság határain belül, egyfajta „államot képzett az államban.” Egyáltalán nem egyedi jelenség ez sem Magyarországon, sem pedig Európában. A magyar területeken található többi ciszterci apátságnak is teljes körű önrendelkezési jogai voltak, vagy akár a Német Lovagrendnek Dél-Erdélyben II. András idején. Egyházi szerveződések jóval több kiváltságokat kaptak, mint világi urak, vagy városok, mivel ők szigorúan élve a keresztényi előírásokkal, az adományozó jószándékával való visszaélésnek még csak a gondolatát is súlyos bűnnek tekintették!

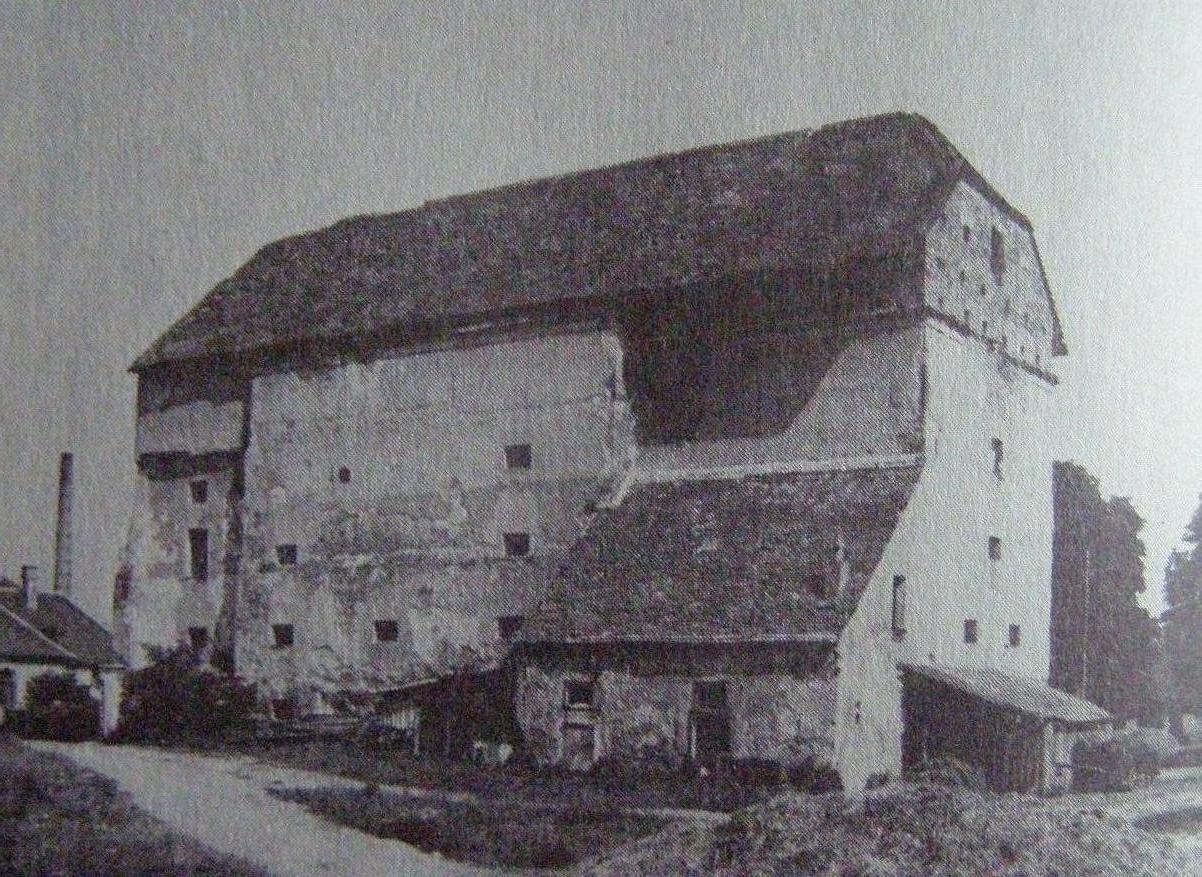
A Magtártemplom, amit 1676-ban építettek a Tieffenbach okozta rombolás és a szentgotthárdi ütközet pusztításai után. A templom nagyobb volt, de csak ez a rész maradt fenn, amiből a II. József császár, a „kalapos király” magtárat csináltatott, innen származik a neve is

A ciszterci rend fő törvényhozója a Franciaországban székelő nagykáptalan volt, mely minden apátság felett rendelkezett. Ez szabta meg a gazdálkodás irányait. Üléseit a Cisterciumban tartotta, melyre minden apátnak meg kellett jelenni, egy, hosszabb esetben hét évenként, aszerint ki milyen távolságra élt. Minden apátnak hozzá kellett járulnia a káptalan költségeihez is. Az utat a Cisterciumba egy munkástestvérrel és két lóval tehették meg, útközben, ha lehetett ciszterci monostorban vagy majorban szálltak meg, valamint megtekintették a gazdaságokat, ismeretséget kötöttek, megbeszélést tartottak, ismereteket gyűjtöttek.

A Cistercium gyűlései Clairvaux-ban voltak, s eleinte szeptember 14-én tartották, ami a távoli országokból, így a Magyarországról érkező apátok számára nem volt megfelelő az őszi betakarítás (aratás, szüret), illetve vetés miatt. Az apát távollétét megérezte a gazdaság is, ezért 1439-ben egyhangú döntéssel a Cistercium a gyűlés idejét tavaszra tette.

A nagykáptalannak volt joga letenni az apátot székéből, büntette a visszaéléseket és más kihágásokat és ítéletei nem nevezhetőek enyhének.
Jobbágyai felett minden apátnak volt bizonyos joghatósága, melyet a 13. században egyfajta „dívó” szokásnak is lehet emlegetni. A területhatósági jogot az apátság ebben a században nyerte el írásban és Nagy Lajos 1347-ben már kialakult gyakorlatot foglalt írásba. Eszerint az apátság minden birtoka, lakója és jobbágya a király védelmét élvezi, igazságszolgáltatási tekintetben a király alá tartoznak, de első fokon az apát bíráskodik felettük. Az apát pedig a bíráskodás gyakorlását részben a községek elöljáróira ruházta, földesúri kiváltság alakjában, s ebben mértékét is meghatározta, amit a bírság összegével jeleztek. A bírságból nyert részesedést a bíró is, nagyjából ⅓ részt. 1350-ból tizenhárom község bíráit találjuk említve, ami azt mutatja, hogy minden apátsági község már fel volt ruházva ezekkel a jogokkal. Különösen a messzebb eső helyeken van nagy szerepük a bíróknak. 1376-ban Zala vármegyében Szentivánban egy Szentpéterfalvi János nevű jobbágy gazdatiszti és bírói tisztet egyszerre visel.

A peres ügyet első fokon a községi bírók vizsgálták, másod- és harmadfokon az apáti úriszék, valamint a királyi bíróság.

#### Az apátság népe

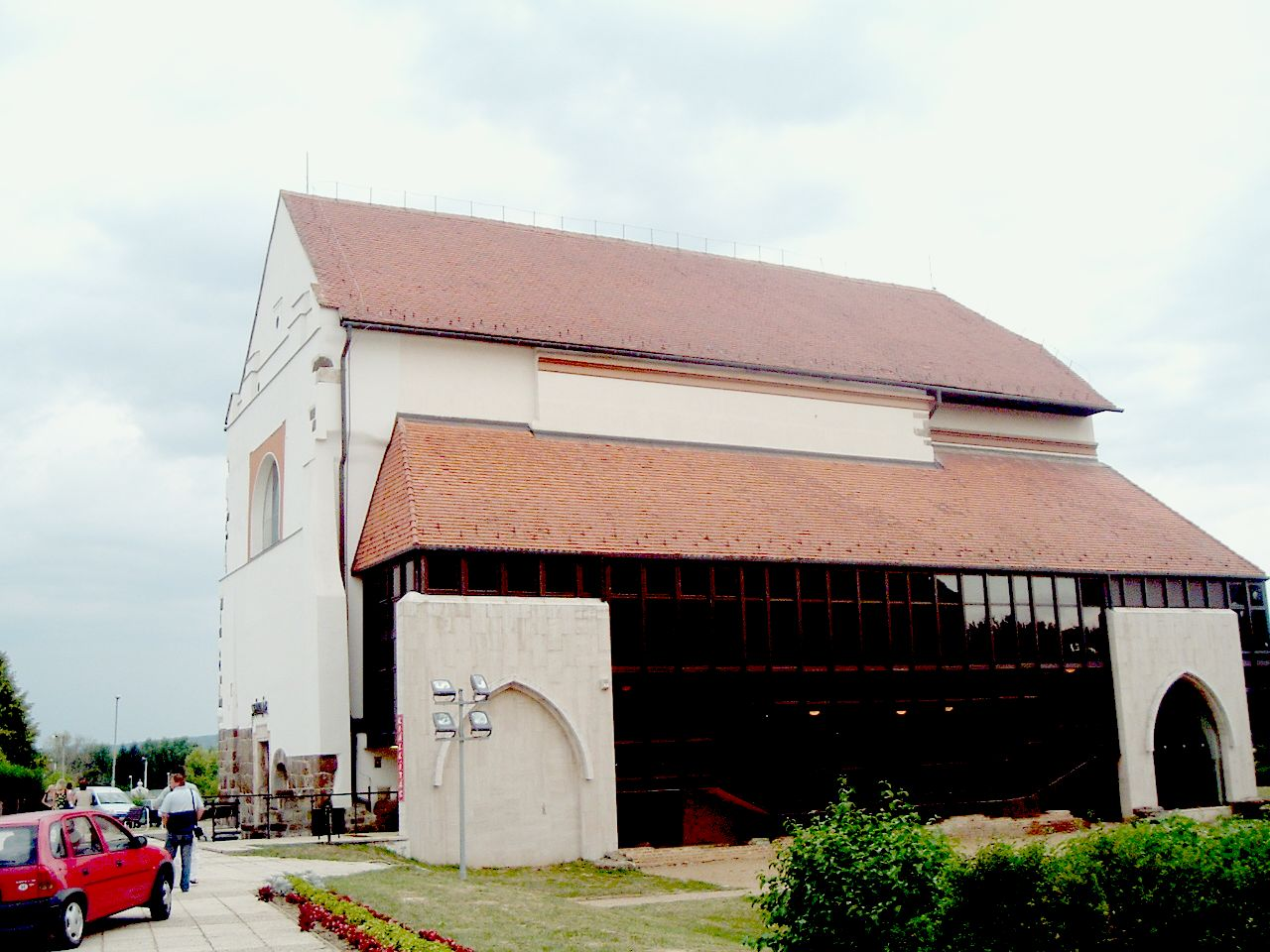
A második templom felújított épülete ma színházterem

Az apátság lakói nemcsak, hogy nemzetiségileg is összetettek voltak, hanem jogállásuk sem volt azonos. A szerzetesek, a munkástestvérek és szolganépek (jobbágyok) egyformán dolgoztak, de aránylag a szolganépeknek volt nehezebb a helyzetük. Ők a munkástestvérek felügyelete mellett dolgoztak. Kora reggel a perjel kiosztotta a munkát, amit zsolozsma idejére függesztettek csak föl. A szerzetesek a munkahelyre a perjellel együtt mentek, mindezt anélkül, hogy megszólaltak, vagy bármi mást csináltak volna. Munka közben is csupán a perjelhez szóltak röviden, vagy halkan. Sokszor az apát is beállt dolgozni a többiek közé, ilyenkor a perjelnek egész idő alatt nem volt szabad szót kiejteni a száján. Tíz óra körül negyed font kenyeret és bort kaptak, (ez volt a „tízórai”) utána újabb munkát követően jött az ebéd úgy féltizenkettőkor. A teljes munkaidő este hatig tartott, haladékot nem tűrő munkák pedig egész estig, azután a parasztok visszatértek otthonaikba, a ciszterciek pedig a monostorba. Hazafelé menet a szerzetesek mind ki-ki maga szerszámát vitte és helyezte el a raktárban, vagy átadták a perjelnek.

Este mindenki azonnal bekapcsolódott az ekkor kötelező vallásos kötelezettségek elvégzésébe. Mindezen vonások alkotják a ciszterci gazdálkodásban a munkaerő szerepkörét. Az erőt egyetlen hatalmas egységbe tömörítik, amit a közösség részére igyekeztek fordítani. Az egyént jóakarattal és szeretettel kezelték, akik megszeretik a munkát és igyekeznek minél több áldozatot hozni, hogy annak szép gyümölcsét arathassák le. A helyzet megváltozik a 14. század közepére, amikor az apát szembekerül a közemberekkel.
A munkástestvérek is állandó lakói voltak a majoroknak. A szolganépek adományok révén is jutottak az apátság birtokába, s részben a jobb helyzet reményében önként költöztek a birtokra, élve szabad költözési jogukkal. Telepítés folyt nemegyszer a régi monostori uradalomból, de végső soron rövidesen elindult a népszaporulat, hozzájárult ehhez, hogy a ciszterciek remek agrártudománya révén jó volt az élelmiszerellátás.
A szolganépek idővel egyre több munkát végeztek, mert apadásnak indult a szerzetesek és munkástestvérek száma. Mivel a munka nehézségeiben a ciszterciek is osztoztak, ezért sok paraszt költözött önként, még a muratáji szlovénok részéről is, hiszen itt jobb volt a bánásmód. A ciszterciek megosztották velük földesúri jogkörüket és falvak bíráivá emelték őket, sőt további társadalmi emelkedést is megnyitnak a számukra. S mivel több község egy-egy jobbágyról kapta nevét, ez még inkább mutatja azt, hogy a szerzetesek mennyire megbecsülték alattvalóikat.

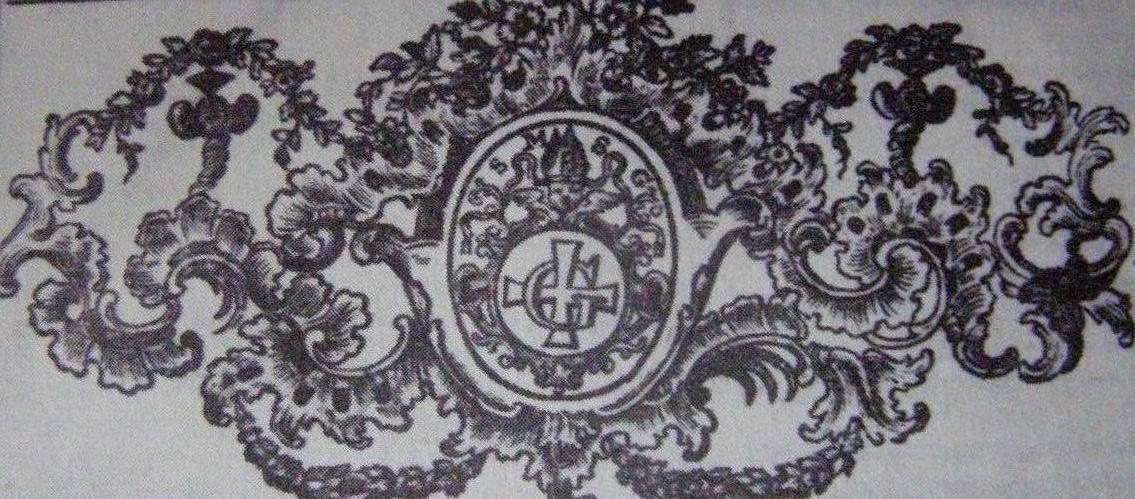
Az apátság pecsétje a heiligenkreuzi korszakból

Minden major élén állt egy majormester, aki az egyik rendtagból került ki. Neki voltak alárendelve a jobbágyok és a munkástestvérek. A monostor adta neki az utasítást, ő intézte az adásvételt, a szerződéseknél tanú volt és hozzátartoztak a major pénzügyei. Csak az apátnak és a monostor gazdaságát vezető gazdának volt mindenről beszámolni és számadást adni. Felügyelt továbbá az előírások megtartására.

Hogy mennyire egyenlően bántak a ciszterciek jobbágyaikkal, azt az is mutatja, hogy ha a szerzeteseknek és a majormesternek olyan ügyük akadt, ami távolba szólította őket, akkor az utat oda gyalog tették meg. Pontosan szabályozták a major lakóival való érintkezést is.
A munkáskezek értéke idővel nagyon felértékelődött, mert tőlük függött a birtok gazdálkodásának eredménye. A ciszterci uradalomba nemcsak a közemberek, hanem a rendtagok vállán is nyugszik ez a felelősség, ha figyelembe vesszük, hogy ők is részt vállaltak a teherből. A munkástestvérekből, szerzetesekből és szolganépből, kiegészülve cselédekkel, az apát vezetése alatt kialakuló hatalmas egységgé szerveződtek, ezzel biztosítva hosszú időn át a monostori gazdálkodás eredményességét.

Az apát egyaránt vezetője a szellemi életnek, ahogy a gazdasági életnek is. Különösen az első apátnak – akit a pápai levélben csak P. néven találunk meg –, jelentett nagy gondot az apátság megszervezése. Ő nevezte ki az első telepítő atyaapátot, a többieket már a szerzetesi testület egyszerű szótöbbséggel. Az apát igazolta és igyekezett megőrizni a birtokait a monostornak, mert a középkorban többször előfordult, hogy világi urak szemet vetettek a egyes törzsterülettől távol eső birtokra.

Rogér apát annyira elnyerte a nagykáptalan bizalmát, hogy ő lett a magyarországi ciszterci apátságok érdekvédője, azaz a nagykáptalani biztos.
Az apát több munkáskezet irányított egyszerre. A szerzetesek csoportja volt az, amelyik kevesebb fizikai munkát végzett, feladatuk elsősorban az istentisztelet végzése volt, de a munkavégzése már Szent Benedek óta elő volt írva nekik is.

Név szerint ismertek azok a szerzetesek, akik valamilyen kiváltságot kaptak, de azok is, akik a rendbe való belépésükkor birtokkal gazdagították az apátsági vagyont. A perjeli tisztséget is egy szerzetes töltötte be, aki az apát jobbkeze volt, megszervezte a munka rendjét, kiosztotta a szerszámokat, valamint begyűjtötte őket a munka elvégzése után, s végezte a konyhaszolgálatot is.

Egészen gazdasági vonatkozású a gazda hivatala. A gazdához tartoztak az anyagi ügyek, tehát az apátság „pénzügyminisztere,” s ő kormányozza a birtokot, hatáskörébe tartozik a téglaégetés, állattenyésztés, földművelés, gabonaőrlés, halászat, erdészet. Érdekes a nagykáptalannak a gazdák számára adott azon rendelkezése, hogy a gazdálkodás a lehető legkisebb üzemköltséggel történjék. Nem volt ugyanakkor bármilyen titoktartásra kötelezve, nyíltan beszélhetett az apátság gazdaságáról. Az alárendeltjei voltak a műhelyvezetők és majormesterek.
Külön kisebb hivatalok is létesültek, mint a pénztáros, a magtárgondnok, a ruhatáros (ennek kezében voltak a ruha előállító műhelyek: a tímár, a lábbelikészítő, a takács stb.).
A munkástestvérek a monostor legjobb és legjellegzetesebb munkaerejét adták. Állapotuk a szerzetes és a világi személy között állt, s már felvételüknél erősen gazdasági szempont érvényesül. Főleg az alsóbb osztályokból kerültek ki, mert tapasztalataik szerint azon rétegekből kikerülő emberek szívósabbak, kemény kötésűek, mint egy felsőbb osztálybeli. Először egy próbaévet töltöttek el, hogy lássák milyen a fizikai teherbírásuk. Ezenkívül szellemi nevelést is kaptak, de természetesen ebbe nem tartozott bele az írás-olvasás elsajátítása. Ők soha nem emelkedhettek szerzetessé, azonkívül ruhájuk is más volt, ezzel is elkülönítve őket. Egyszerű, de bőséges ételeket ettek, az apátságban külön épületszárnyban éltek, ám legtöbbjük a majorokban töltötte élete nagy részét és szinte minden ágban működtek.

Számuk a 13. század derekától csökken és már csak egyes majorok élére jut belőlük, de a gazdasági életben szerepük továbbra is jelentős.
A cselédség eleinte csak konyhai, majd már más feladatokat is ellát műhelyekben, malmokban és majorokban, ők lesznek az apródok és az apát kísérete. Nem lehettek rokonságban valamelyik rendi taggal, tizenkét éves kortól nyertek alkalmazást és nem voltak örökre a monostorhoz köthetőek, mind a munkástestvérek.
A legnagyobb számban természetesen a jobbágyok vannak, többeknek a neve is fennmaradt. Nekik a helyzetük jobb volt, mint más birtokokon, a ciszterciekkel tapasztalatból ismerték a nehézségeket, de tartoznak bizonyos szolgáltatásokkal is az apátság elé, pénz-, bor-, bőr, kenyér-, vagy állatadó, esetleg robot formájában, viszont meg tudtak élni a földből. Sajnos a viszony nem volt mindig felhőtlen az apátság és a jobbágyok között. 1340-ben, majd 1350-ben megmozdulásokra kerül sor több faluban előbb adóemelés, majd már később erőszakos adóbehajtások miatt.

A jobbágyok tartoztak külön szolgálmánnyal is, kiváltképp háború esetén.
- Lásd még: A szentgotthárdi ciszterci apátsághoz tartozó falvak 1526 előtt és után

#### Az apátság gazdasága
Az apátság kiépítettsége, kedvező jogi helyzete, a munkaerő szervezettsége és nem utolsósorban a kemény munka lehetővé tették, hogy egyszerre működjön több a birtokon végzett gazdálkodási ág. A kezdetekben már lehetőség volt az állattartásra. A műhelyek kiépülésével az ipar is fellendült, mely kereskedelmi célokat is szolgált. Az éghajlat-, talaj-, fekvési- és egyéb viszonyok, valamint más adottságok különféle ágaknak kedveztek. A gazdálkodás egyúttal nemcsak változatosságot, hanem biztonságot is eredményezett, foglalkoztatni tudott minden embert. A ciszterciek maguk is törekedtek a gazdaságuk teljes üzemmé való kiépítésére, amely nem szorult más szükséges dolog behozatalára, minden maga állított elő.

#### Földművelés

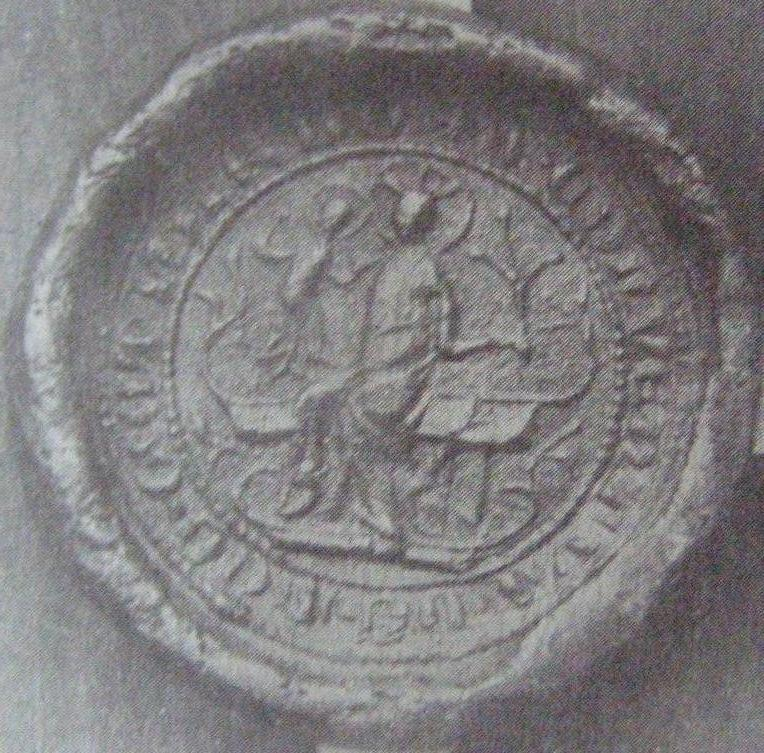
A szentgotthárdi konvent pecsétje (1489)

A ciszterci törvények első helyen a földművelést említik, melyet a szerzeteseknek a maguk ellátására hasznosítaniuk kell, az anyagi élet feltételeit önerőből kellett biztosítani, mely egyúttal munkateret is adott nekik.
Egész gazdasági életük alapja a föld volt. Ez az alap állt részben a törzsbirtokból, mely Szentgotthárd közvetlen közelében volt, de legnagyobbrészt távoli földterületekből is. Amíg a törzsterületen nem álltak rendelkezésre kész szántók, addig szükségleteket a távoliak biztosítanak.
A kemény munka nagyon összekötötte nemcsak a cisztercieket ezzel a földdel, hanem a közembereket, különösen a szlovénokat.
A nagykáptalanok rendelkezéseikben szigorúan meghagyták, hogy a még a tulajdonjog fenntartásának valamilyen formájában sem lehet elajándékozni földterületet, legfeljebb ha nagyobb hasznot jelentene az apátság számára. A földvásárlás is magas adósság esetén vált lehetővé, de fizetés nélküli földcsere bármikor lehetséges volt. Az ajándék elfogadás csak megfelelő tulajdonjogi igazolás után szabadott elfogadni.
A szántókat dűlőnként jelölték ki, s utakkal hálózták be a könnyebb elérhetőség végett, melyek sugárszerűen ágaztak ki a majorból. Egész művelés alatt álló részeket felcikkezték, majd a cikkeket keresztekben futó barázdákkal kisebb darabokra, s ezeket dolgozták meg egyenként.
A ciszterci uradalomban kezdettől fogva a korban igen fejlett technikának számító három nyomásos földművelés-rendszert alkalmazták, amikor a művelésbe vett terület kétharmadát szántóként, egyharmadát ugarként hasznosították, később az ugart vették földművelésbe, s a szántókat pihentették.
A termesztett növények között legnagyobb számban a gabonaféléket találjuk. A legkevesebbet a búza termett, mert a búzakenyeret a ciszterciek túl fényűzőnek találták. Árpa és rozs viszont annál több volt. Az árpa sörgyártásra is szolgált, kását őröltek belőle a malmokban, amely ugyancsak nagy szerepet játszott az élelmezésben.

Zabot is termeltek, ami nem is annyira kenyérgabonaként, sokkal inkább állati takarmányként szolgált. Ennek termelésére a frissen irtott erdei talaj kiválónak bizonyult.
Írásos források szerint a gabonából nem sok termett Magyarországon, a lakosság élelmezése viszont megoldott volt, mivel „kenyérpótló” növényeket termesztettek, főleg hüvelyeseket, borsót, lencsét, káposztát és köleskását, amely jól jött a kenyér helyett a húshoz. Az apátságban kertművelés mellett egész szántóföldeken termesztettek kenyérpótló növényeket, főleg borsót és lencsét, amit kinn a mezőn szárítottak és otthon csépeltek. Kerti művelésben is elsődlegesen zöldséget termeltek. A kertek kívül estek a vetésforgón, az apátsági épületek, majorok és házak mellett helyezkedtek el, s mélyebb művelést kaptak kézi szerszámok segítségével.
A szántók feltörését saját készítésű vasekékkel végezték, melyeket ökrök húztak és elég nagy súllyal rendelkeztek. Az ökör használata nagyon elterjedt és megszokott volt a ciszterci apátságban, lovat szinte nem is tartottak. Az ökrök másutt a szarvukkal húzták az ekéket, itt viszont jármot alkalmaztak. A szarvasmarha igásállatként való alkalmazásának tradíciója hosszú ideig jellemezte a Vendvidéket és az Őrséget.
Az őszi szántás és vetés ideje a Szent Kereszt felmagasztalásának napján (szept. 14.) történt, amely november 11-ig tartott.

Az égetések és az állattartás lehetővé tette a bőséges trágyázását a földeknek. Ez javította az agyagos talajt. Ebbe a műveletbe nemcsak a művelésbe vett földek tartoznak, még a réteket is trágyáztak, hogy gyorsabban nőjön a fű. Az apátságok valahányszor bérbe adtak földdarabokat, olykor külön kikötötték a szerződésben, hogy a bérlő trágyázza. Maga ez a talajjavítási folyamat Szent Bernát óta ismeretes a cisztercieknél. A 12. században még nem látták túl nagy értelmét a trágyázásnak. Következtetni lehet tehát, hogy a ciszterciek nagyon jól ismerték – feltételezhetően tapasztalatból – az állati trágya jó hatását a földre nézve, ez tükrözi gazdasági téren való modern gondolkodásuk megnyilvánulását.
A vetőmag is kezdetben Franciaországból származott. Évekkel később már ellátja magát mindezzel, de az óhazában tett útjuk alkalmával az apátok még hoznak be vetőmagot egy-egy jól bevált fajtából.

Aratásra csoportosan mennek a szerzetesek, a munkástestvérek kettesével, amelyre külön ebédet visznek, s ilyenkor fel van függesztve a böjt. A népességszám ekkor megnőtt az apátságban, s ezt a különösen nehéz munkát nagyrészt a jobbágyok végezték. Korábban ez nem tűrt halasztást, minden ember, még az apát is köteles volt az aratásban részt venni, ilyenkor szükség esetén a misét is felfüggesztették egynémely napon, vagy csak azok vettek részt rajta, akik betegek, vagy gyengélkedők voltak, azért otthon maradtak. Ha hosszabb ideig tartott a munka a tarlón végezték el a zsolozsmát, s ha már túl késő volt, nem mentek vissza a monostorba, hanem a majorban, vagy faluban aludtak.

A termés behordásánál megmutatkozott a majorok, vagy falvak völgyi előnye, hiszen a lejtő útszakaszokon nem okozott gondot a megrakott szekerek vontatása.

A cséplés csak az őszi vetés elvégzése után kezdődött Szent Márton napján (nov. 11.), amely sokszor Gyertyaszentelőig (febr. 2.) tartott. Azért tartott mindez ilyen hosszú ideig, mert a cséplést kézzel végezték béresekkel, akik már a gyalogmunkánál is alkalmazást nyertek. A cséplésből visszamaradt szalma alomnak szolgált, mely elbomlásával fokozta a trágya tápanyagtartalmát.

Mivel igen nagy mennyiségű szemes termést takarítottak be, elengedhetetlen volt külön magtárépületek építése, amelynél az elsődleges szempont a tágasság volt.

A ciszterciek bőven rendelkeztek gabonával és másokkal is megosztották. Normális időszakokban pénzért adták, de a rászorulókban, legfőképpen pedig ínséges időkben osztottak belőlük ingyen, esetleg kenyeret sütöttek belőle és úgy osztották ki. Egyes monostorok egész vidékeket mentettek meg az éhhaláltól. Ínséges időkben saját jobbágyaikat is felmentették szolgálataik alól. Clairvaux-ban az 1125-től 1126-ig tartó éhínség során a ciszterciek kétezer szegényt tartottak ki!

#### Állattartás

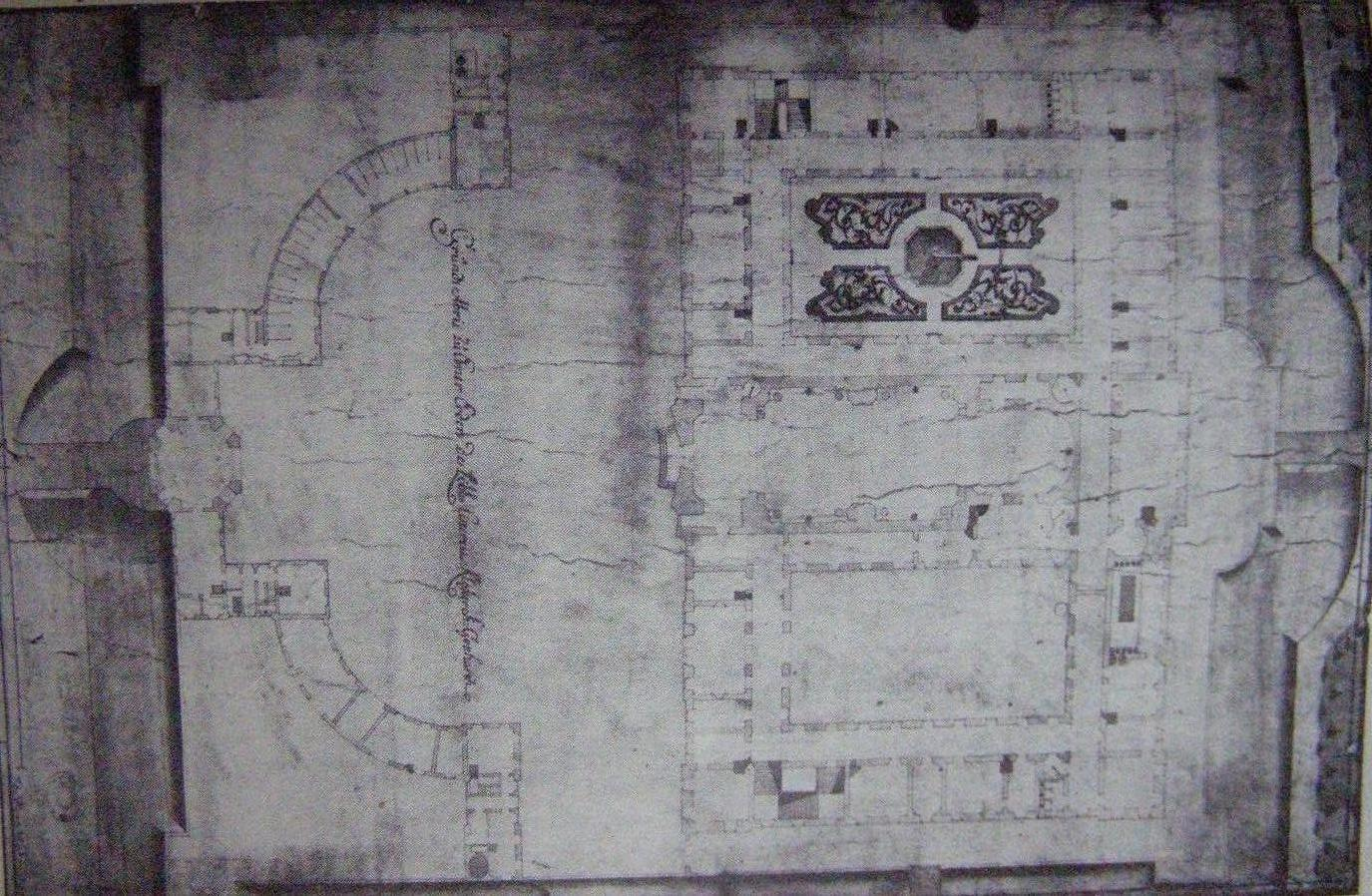
Franz Anton Pilgram földszinti alaprajza az apátság új épületéhez

A monostori gazdálkodásban mindenkori megbecsülést nyert az állattenyésztés, másrészt egyes apátságok gazdálkodásának biztonságára nézve fontossá vált az állattartás igavonás, közlekedés, s nem utolsósorban élelmiszer szempontjából. Az apátsági haszonállatokat a ló, szarvasmarha, sertés, juh, méh és hal képezte. Az állatok biztosították a talajjavításhoz szükséges trágyát is.

Az apátságban az állattenyésztés számára kedvező feltételként említhető a sóellátás. III. Béla húszezer darab sókockát adott a monostornak évente abból a szállítmányból, melyet Stájerországba szállítottak Szentgotthárd érintésével. 1233-ban is még mindig húszezer darab sókockával bírt az apátság, amelyből 2500 darabot saját részre eltehetett magának.

Az álltartás ugyan külterjes volt itt, de az állatok nem kaptak annyi sót a legelőn, mert a talajviszonyok nem tették lehetővé, hogy elegendő sótartalma legyen a földnek és a növényeknek, ezért mesterséges takarmányozással kellett a sópótlást megoldani.
A térség éghajlata miatt az állatoknak szükségük volt bőséges takarmányra, ha át akarták vészelni a telet, mivel itt azok akkoriban hosszúra nyúltak, és a klíma is hűvösebbnek bizonyult. A hosszú téli időszak révén sokáig voltak az állatok az istállókban és igen keveset töltötték életüket a mezőkön.

A rétek kialakítására jó lehetőség kínálkozott a Lapincs és a Rába völgyében. Ezek a kezdetekben még erdősek, voltak, de az ármentesítés, erdőirtás és talajszárítás során szelíd mezőkké, rétekké váltak. A kezelésbe vett dűlők nevet kaptak alakjuk, fekvésük, vagy más egyéb jellegzetességük után. Példa erre, hogy folyó menti földeken sok „-köz” ill. „-szeg” végződésű dűlőnév, mint például a Varjúszeg.

A rétek sem mindig maradtak fenn, mert idővel szántófölddé alakították át őket. Amelyeknek azonban víz közelében feküdtek, mindvégig rétek maradtak, itt a hely vizesebb, bőségesen termett a fű is. Remek szénatermő helyként tartották számon Kethelyt, Tótfalut, Zsidát és Badafalvát. Zsidán például az egyik réten 50 szekér szénát gyűjtöttek be egy nyáron.

A füvek minőségüket tekintve savanyú fűfélék közé tartoznak. A rétet nehezen alakították ki, de annál egyszerűbb volt gondozni. Erre a legjobb mód a gyakori kaszálás volt. Szükséges is volt az állandó rendben tartás, mert gyorsan visszavadulhatott. A legnagyobb gondot a határoló árkok fenntartása és tisztítása jelentette.

A szegényebb füvet termő részeket trágyázták a legelésző állatok által hátrahagyott tárgyával, vagy pedig kihordták az istállókból a rétekre.
A kaszálásokhoz is éppúgy közösen vonultak ki, mint az aratásokhoz. Mindenkinek megvolt a maga kaszája, amit a fekvőhelyen tartott a kaszálás idején, nem rakták el a szerszámtárakban. A hordáshoz külön „szénásszekereket” tartottak fenn.

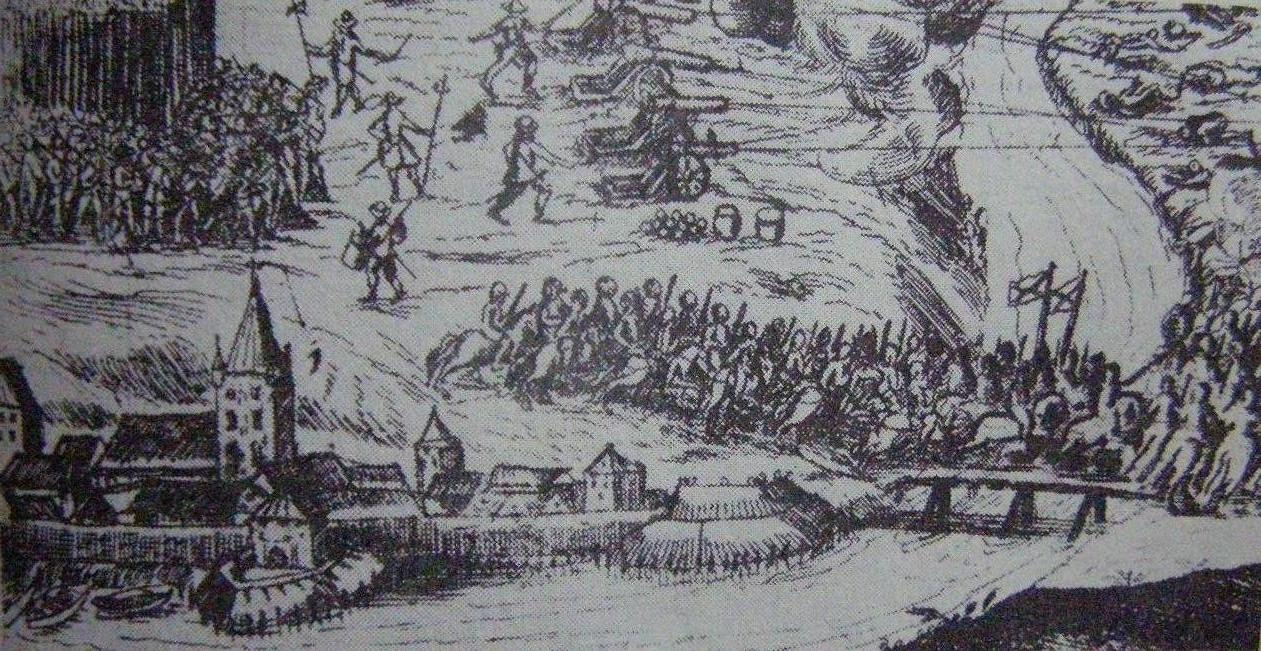
A szentgotthárdi ütközet egy 17. századi német festményen. A kép alsó sarkában balra látható az apátság monostora

A külterjesség révén a legelőknek óriási szerepük volt az állattartásban. A jószág tavasztól késő őszig élt a legelőn, ezért sok legelőre volt szükség, mert miután a füvet lelegelte az állat, mennie kellett egy másikra. Szentgotthárd vidékén a legelőkben jó volt a helyzet, mert nem kizárólag erdőirtások, hanem tisztások, patakvölgyek és folyó partok mellett is voltak legeltetéshez jól használható területek. A viszonyok elsősorban a nyugati részen, tehát döntően a Vendvidéken kedvezőek. Az éghajlat mellett hozzájárul ehhez a függőleges tagoltság: a dombok és a lankák különböző égtájak felé hajlanak, tehát egyes dűlők a napnak különféleképpen vannak kitéve, ezért igen változatos helyeket nyújtanak. A legelőket általában külön kerítéssel választották el, részben hogy az állatok ne kóboroljanak el.
A rendi előírások között volt, hogy az nyájat estére vissza kell terelni a majorba. De szükség volt, hogyha a majortól, vagy a falutól távol is esik a rész, az állatok akkor is biztonságban, egyszerű úton jussanak vissza, mert nehezen járható helyeken értelemszerűen elkallódnak, így már a majorok létesítésénél fontos követelmény volt a megfelelő elhelyezkedés. A legeltetési területek az apátság minden egyes területén aránylag jól helyezkedtek el, tehát ebből nem volt semmilyen gondja a szerzeteseknek.

Legelőkén használták még a parlagon maradt szántókat, aratás utáni tarlót és réteket. Ezeken a helyeken az állat mindig otthagyta az ürülékét, trágyázva a földeket is.

A nagykáptalan egyedül csak legelőket engedett zálogbirtokként elfogadni a ciszterciek számára, ami még inkább mutatja, mennyire nagy szerepet játszott a legelő.
A pásztorok eleinte a munkástestvérekből kerültek ki, egyrészt akik megkülönböztetésül bő ruhát viseltek, mely az esőtől és széltől is megvédte őket. Később a pásztorok már egyre inkább a jobbágyok soraiból kerültek ki. Számukra is kötelező volt csendben maradni, amíg a legelőre ki nem értek, és a ki- és behajtáskor is csak az eltévedt jószág felől kérdezősködhettek, vagy adhattak válaszokat. Eledelül fél kiló kenyeret kaptak, amiből ha maradt, kötelező volt hazavinni. Kinn a legelőn erdei gyümölcsöt fogyaszthattak, de mástól élelmet elfogadni nem volt szabad.
Az állattartásra mindig megfelelő állatfajt választottak ki és nem kísérleteztek más állatokkal. Az anyakolostor az új apátságoknak mindig adott tenyészanyagot (vemhes üszőt, ivarérett bikát stb.), melyet jó állapotú állatokból választott ki. A szentgotthárdi apátság állatállományának betelepítése nem kizárólag Franciaországból történt a hosszú utak miatt, közelebbi helyekről, mint a német államokból is szereztek állatot. Megdöbbentő is némelykor, hogy mekkora állatállományt telepítettek a ciszterciek Franciaországból új hazájukba. Clairvaux-ból például Szardíniára csaknem tizennégyezer állatot hajtottak lábon (juhokat, kecskéket, teheneket, ökröket, lovakat stb.)! Clairvaux-ból igen jó minőségű tenyészállatok kerültek az európai piacokra, melyek szaporításra, igavonásra tökéletesen megfeleltek. Az életerős, szilaj és vad állatok képesek voltak nehéz hegyi utakon keresztül átvergődni.

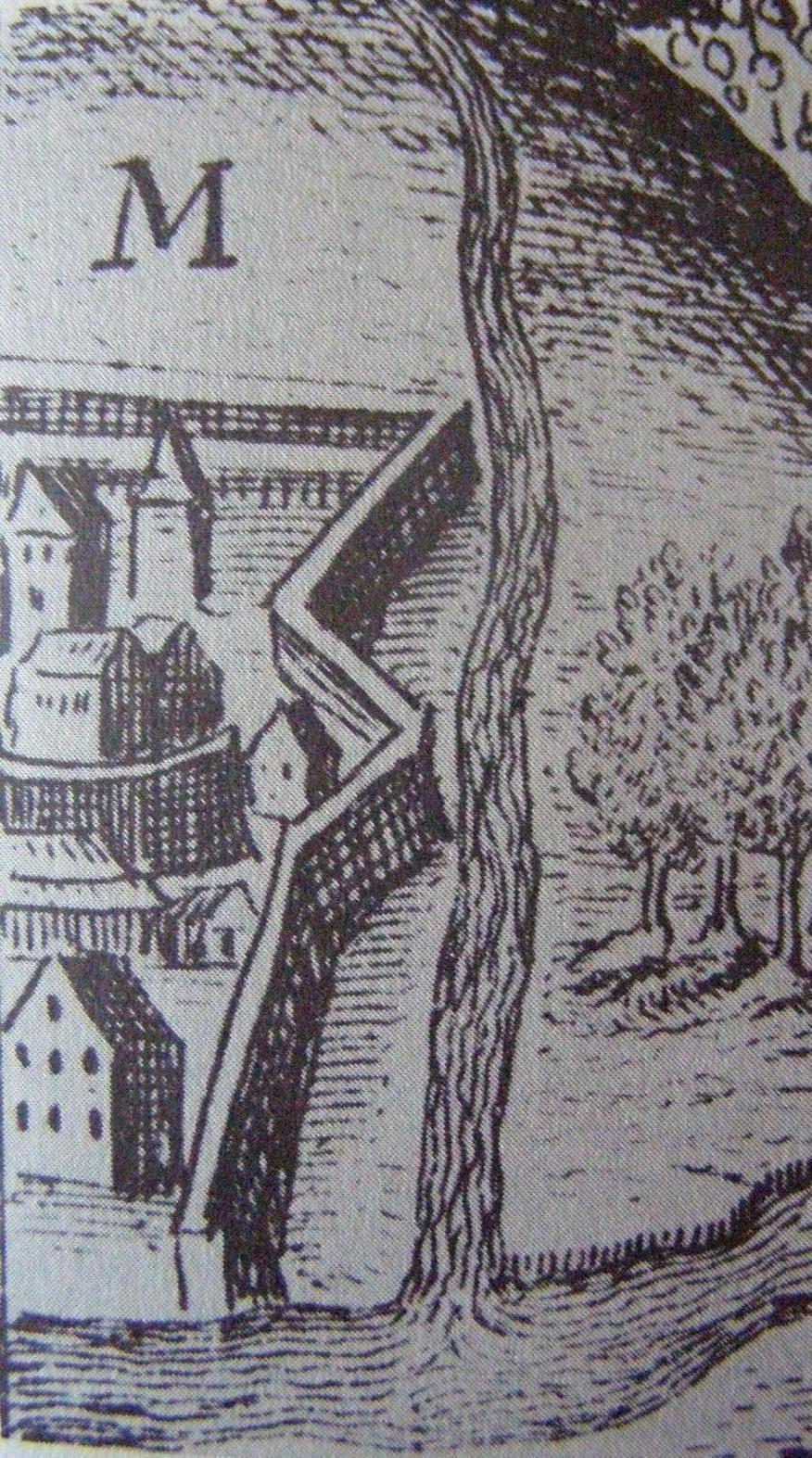
Peter Balthasar Bouttats amszterdami művész metszetének egy részlete az apátságról (1664)

Ezeket a mezőgazdasági és állattenyésztési ismereteket a ciszterci szerzetesek mind tapasztalatból szerezték. Az állatokkal foglalkozó szerzetesek életük jó részét a jószág mellett töltötték, s mindig gondoskodtak arról, hogy legyen utódjuk, ezért igen fiatal fiúkat igyekeztek mindig maguk mellé venni, hogy azok minél több időt tölthessenek el ismeretszerzéssel, s felnőttkoruk kezdetén már készen álljanak a feladat előtt.

Összességében a monostori birtokon mindig is jobb volt a helyzet, mint a világi birtokokon. A ciszterciek mindig oda csoportosították az adott állatfajt, ahol számára a hely megfelelő volt. Nem szorultak más segítségére és tilos is volt közös állattenyésztés, ezzel elkerülték, hogy a betegségek ide-oda vándoroljanak a vidékeken.
A ló volt az egyik legfontosabb állat a monostorban. 1184-ben a vidékre megérkező testvérek már hoztak magukkal Trois Fontainesből lovakat, s a munkájukat azzal kezdték, hogy takarmányra valót gyűjtöttek nekik télre.

Minden telepítő apátságnak lóra volt szüksége a gyors közlekedéshez, szállításhoz stb. majd aztán igavonáshoz is, melyekkel vásárokra mennek elsősorban. Nagy szerep jutott a hátaslónak is, például amikor sürgősen kapcsolatba kellett lépni egy másik monostorral, akkor az apát, vagy a testvérek lóra ültek és úgy mentek el. Más célra, ha csak az apátságon belül kellett menni valahová, nem lehetett lovat használni. Az 1295-ös nagykáptalan megengedte, hogy az apátok az ünnepi öltözetet, a kukullát levetve lóra ülve jöjjenek el oda. A munkástestvérek még akkor is gyalog mentek az apátságba, ha mondjuk útközben lovat vezettek. A lovakat nem volt szabadott díszes dolgokkal felruházni, s szabályozták a takarmányozásukat is. A másik monostorban megszálló ciszterciek csak három napig kaptak a vendéglátótól takarmányt, utána már teljesen maguknak kellett arról gondoskodni. A három nap alatt nem követelhetett több élelmet lovának a szerzetes, vagy az apát.
A lovak különböző fajtája különféle munkákra szolgált. A hátasló és más könnyű ló könnyűszállításhoz kellett. A lovak száma az apátságban nem volt nagy, mert az ilyesmihez nem kellett sok ló.

A nagykáptalan a lovak eladását is szabályozta. Egy csikót három és fél és négy és negyed éves kortól lehetett áruba bocsátani és nem lehetett letakarni nyereggel, vagy pokróccal, hogy a vevő lássa mit is vesz. Azon kívül csakis haszonállatként lehetett hasznosítani és eladni. A ciszterciektől szívesen vásároltak lovakat világi és egyházi birtokosok, amikért magas árat fizettek.

A szentgotthárdi lótenyészetről 1350-ből találunk szűk említést, amiből lehet következtetni, hogy nagy volt mindez az apátságban, mert innen átvéve a községek maguk is tenyésztenek szükségleteikhez lovakat. Zsigmond király idején már nincs is tenyésztés a birtokon.
A szarvasmarha tenyésztése nagyobb volt mind a lóé. Az ökör volt az igavonó és a tej nélkülözhetetlen élelmiszercikk volt a monostorban, mert a hús élvezete tilos volt. A tejből különböző tejtermékeket, mint vajat, kisrészt sajtot készítettek belőlük. A fejést a legelőn végeztek, asszonyi segítséget nem vehettek hozzá igénybe.

Az ökörre mint igavonóerőre azért is szükség van, mert a szántók lejtős területen vannak többnyire, nehéz és kötött talajúak, ezért az ökör jobban tud ekét húzni mint egy ló. A földek nehezen járhatók, de közel vannak, amellé a hűvös éghajlat és a háromnyomásos rendszerből adódó munkatorlódás indokolttá tette az ökör használatát. A fajválasztásnál ezért a jó igavonókra helyeződött a hangsúly, ezért a letelepedést követően a jó adottságokkal rendelkező magyar ökröt kezdték használni, mivel látták, hogy a közeli magyar birtokosok birtokain jobban állnak, ha ezt az ökörfajtát használják.

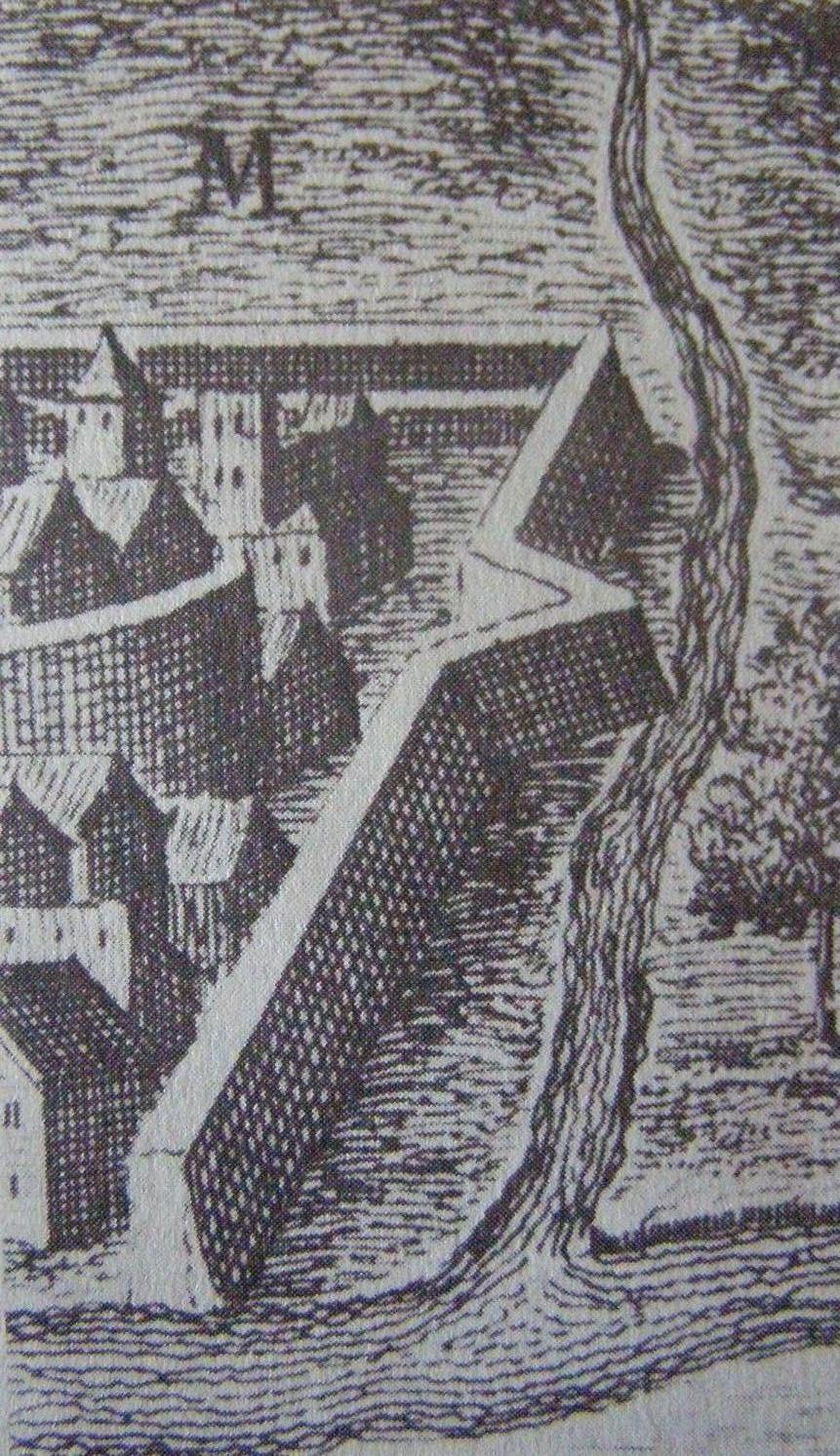
…ezzel egy időben ugyancsak az apátságról készült német metszet (Johann Joseph Waldtman és Johann Ulrich Kraus alkotása)

Az ökrök külterjes nevelésből kerültek ki, heti hat napot dolgoztak és éjjel mentek a legelőkre. Ilyenkor a béresek sorrend szerint virrasztottak mellettük, ilyenkor azok másnap nem álltak munkába, hanem kipihenték magukat. Ökörvásárlást a monostor nem engedélyezett, kizárólag csak öreg ökröket, s azt is bőrfeldolgozásra. A fölös ökröket gyakran kiadták használatra másoknak, de ez idővel kiváltotta a nagykáptalan nemtetszését. Az ökrök állománya azon adatokból feltételezhetően kielégítő lehetett.
A vizenyős erdős terület kezdettől fogva alkalmas volt a sertéstartásra. Az erdőirtások annyira nem csökkentették le az erdők számát, ezért az apátsági birtok jó része még mindig erdőből állt, ahol akkoriban még egész tölgyesek és bükkösök feküdtek. A tölgyfa makk jó eledelül szolgált a disznóknak, így természeti adottságát tekintve az apátság birtoka nagyon megfelelt erre a célra. A sertéslegelők főleg erdőkben feküdtek, de tarlókon is legeltettek disznókat. A nagykáptalan szabályozta, hogy a sertések száma sosem lehet több mint amennyit az apátság képes eltartani, ennek megfelelően idegen területet erre igényelni tilos, de saját területet disznók számára legelőként másnak átengedhetett az apátság. A disznókat nem kellett estére hazahozni, s legeltetési körzetük is jóval nagyobb volt, mint a marháké, lovaké. Az éjszakát kellett nekik mindössze a szálláson tölteni. Az állatok ráadásul nem is igényeltek így olyan nagy lakhelyet, mint a többi és ezek a szállások is a legelőhelyhez igen közel feküdtek, egyszerűbb volt őket felépíteni. A közelség lehetővé tette, hogy nem kell a sertéseknek messze menniük, hogy a hizlaláshoz szükséges makkot megkeressék, mert a sok mozgás súlyvesztéssel járt volna. A makk kizárólag nyár után terem, ezért a makkoltatási időszak is őszi-téli hónapokra esik. Mikor az állatokat télen benntartottak vermeltek el etetésükre makkot, vagy malomhulladékot.

Makkoltatással tartották a disznókat a falvak lakói is, s az apátság rendszabályozta, hol van mindegyik helységnek a maga területe. A hús tartósítását lehetővé tette a király által juttatott só. Húsfogyasztók elsődlegesen a jobbágyok, mert a szerzeteseknek ez tiltva volt. A fölösleges húsmennyiséget általában eladásra adták. A Vendvidéken a húskereskedelem az első világháború végéig igen jól jövedelmező volt, főleg Stájerországba szállítottak sertés-, vagy borjúhúst.[forrás?]
A juhot részben azért tenyésztették, mert húsa ízletesebbnek bizonyult, mint a marháké vagy a sertéseké, másfelől a gyapja fontos ruhaanyagnak szolgált és jó bevételt jelentett, így minden monostor iparkodott legalább a maga szükségletének kielégítésére juhot tartani.

A juhpásztoroknak is ugyanazok a szabályai voltak, mint a marhapásztoré. A juhokat évente kétszer nyírták ollóval, amit a nyíráskor mindig maguknál tartottak. Az eladásra szánt gyapjút mindig nyersen értékesítették. Gyakran az apátsági jobbágyok fontak belőlük fonalat és adták át az apátnak.

A gyapjúeladást is szabályozta a nagykáptalan. 1181-ben egy évvel előre lehetett áruba bocsátani, 1278-ban már több évre előre le lehetett kötni, de csak annyit szabad felvenni minden évben, amennyit az a gyapjú ér. 1279-ben már mindez úgy módosult, hogy a gyapjú árából előre több évi összeget is fel lehet venni adósság törlesztése esetén.

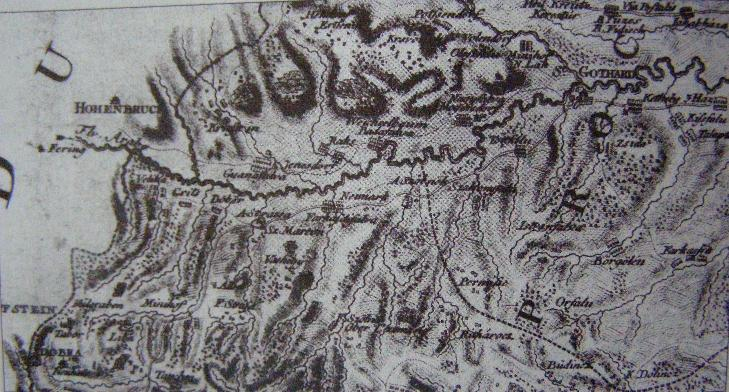
Kenedics József 1785-ben készült térképe a dobrai uradalomról

A halat böjti eledel gyanánt tenyésztették. A rengeteg patak és más víz lehetővé tette a halászatot, de különösen a Rába, de külön e célra alakítottak ki halastavakat és a lakosság előtt korlátozták a halak fogását, hogy valamiképp azok szabadon, nyugodtan szaporodjanak.

Különösen folyókanyarulatokban leltek sok halra, amiket áradások esetére vesszőkerítéssel védtek a partomlásoktól, ezekből alakították ki a halászó helyeket. Csörötnek határában még a 19. században is említettek ilyen helyet. Halban és rákban bővelkedő patakok voltak egyebek között Szakonyfaluban is.

A mesterséges halastavak tudták a legjobban biztosítani az állandó halmennyiséget. Szentgotthárdtól nem messze, valamint Magyarlak mellett állhatott apátsági tó. Utóbbi helyen egy rét sokáig a „Halastó” nevet viselte, ami a tó helyére enged következtetni. Kapcsolt birtokok közül Edelicsen lehetett még halastó.

A gát- és medermaradványok adnak nagyjából képet egy ciszterci halastó kinézetéről. Legtöbbször patakmedret rekesztettek el gáttal és így torlaszolták fel a vizet. Ugyanazon patakon néha egész sor halastó volt egymás mellett. Máshelyen szélesebb völgyek tágas részein ástak medencét és folyóból, vagy patakból vezették bele a vizet, s esetenként füzessel biztosították a vízmosás ellen.

A szentgotthárdi apátságban folytatott haltenyésztés azonban nem volt akkora méretű, mint a Csehországhoz közeli waldsasseni apátságban.
Az egyéb állatok mellett találhatók szárnyas baromfiak is, Szentgotthárdon legtöbbször tyúk, liba és kappan. A másik kiemelendő a méhészet, melyhez kiváló helyet adtak a rétek és az erdők. Ebből nyerte az apátság a mézet és a viaszt. A méz a cukrot helyettesítette és a mézsör előállításához volt hasznos alapanyag. A viaszból világító eszközöket, gyertyákat készítettek, melyek az istentiszteleteknél is fontos eszközként szolgáltak. A méhesek általában a monostor mellett, vagy az erdőben voltak. Napjainkban is még él a Vendvidéken és az Őrségben hagyománya ennek a foglalkozásnak, Néhány méhész még a 2000-es években is folytatott kasos méhészkedést. A Vendvidéken az utolsó kasos méhes tulajdonosa Holecz Jenő volt Apátistvánfalván, ő 2011-ben hunyt el.
Összefoglalásként megállapítható, hogy az állattenyésztés minden ágát űzték a ciszterci szerzetesek Szentgotthárdon. Ez volt az a tér, ahonnét sok anyagi eszközt merítettek gazdasági üzemeik önállósítására. Az állattenyésztés igavonó-erőt, nyersanyagot és élelmiszert adott, amelyek olyan jelentős tételek, hogy a ciszterciek az állattartást egy sorba helyezték a földműveléssel. A mintagazdaság kiépülése nagyon jótékony hatást gyakorolt a környező vidékek gazdaságára is.

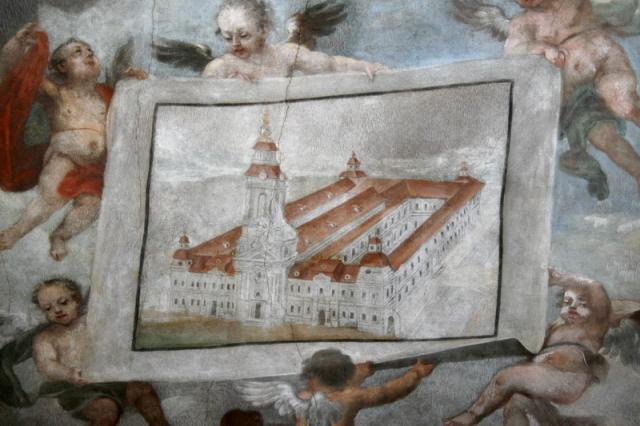
Matthias Gusner: Az apátság ideálterve (1772). A képen látható milyen nagyra tervezték az új apátságot. A hátramaradt épületszárny megépülésére pénzhiány miatt nem került sor

#### Erdőgazdálkodás, szőlőművelés és mesterségek
Az erdeikre a ciszterciek nem úgy tekintettek, mint gazdálkodás előmozdítójára, hanem gátjára, mert a szántók és rétek kialakítását fáradságos munka árán oldották meg. Ezek az erdők gyakorlatilag háborítatlanok voltak, a gyepűelvét ugyanis sokáig nem hasznosították semmire, így az erdők teljesen természetesen alakultak, ami annál jobban megnehezítette az irtást. Noha az erdőirtás nem dicséretes munka, de a cisztercieknek megvolt ehhez a maguk szakértelme, nem pusztították úgy az erdősséget, hogy az teljesen eltűnjön. Nagy szakértelemről tanúskodik az, ahogyan megválasztották az irtásra szánt részt, mert nem mindegy hol alakítanak ki termőföldet. A kiváló erdőterületeket meghagyták és oltalmazták.

Az erdők mindig jelentős szerepet töltöttek be a ciszterci gazdasági életben és nagyon megbecsülték őket a szerzetesek. A fát építőanyagként használták, az ideiglenes monostorépület is fából készült, de a későbbi kőépületek fedőanyaga is fa volt. Ezenkívül más egyéb építéseknél, kerítések, gátak emelésénél, s tűzifaként is egyaránt bevált. Az erdőkben legeltették a jószágot, s nem kizárólag a disznókat makkoltatták. Idővel sajnos nagy teret kezdett hódítani a fenyő és más fafélék, amelyek kiszorították a tölgyeket, ezért a makkoltatás korlátozottá vált.

A másik fontos szerep a csererdőknek jutott, ahonnét cserzőanyagot nyertek a tímárműhelyek, s a gubacs is jó bevételi forrás volt a 18. században. Kovácsműhelyek részére szenet is égettek és a 18. században kocsikenőcsöt állítottak elő az erdőkben.

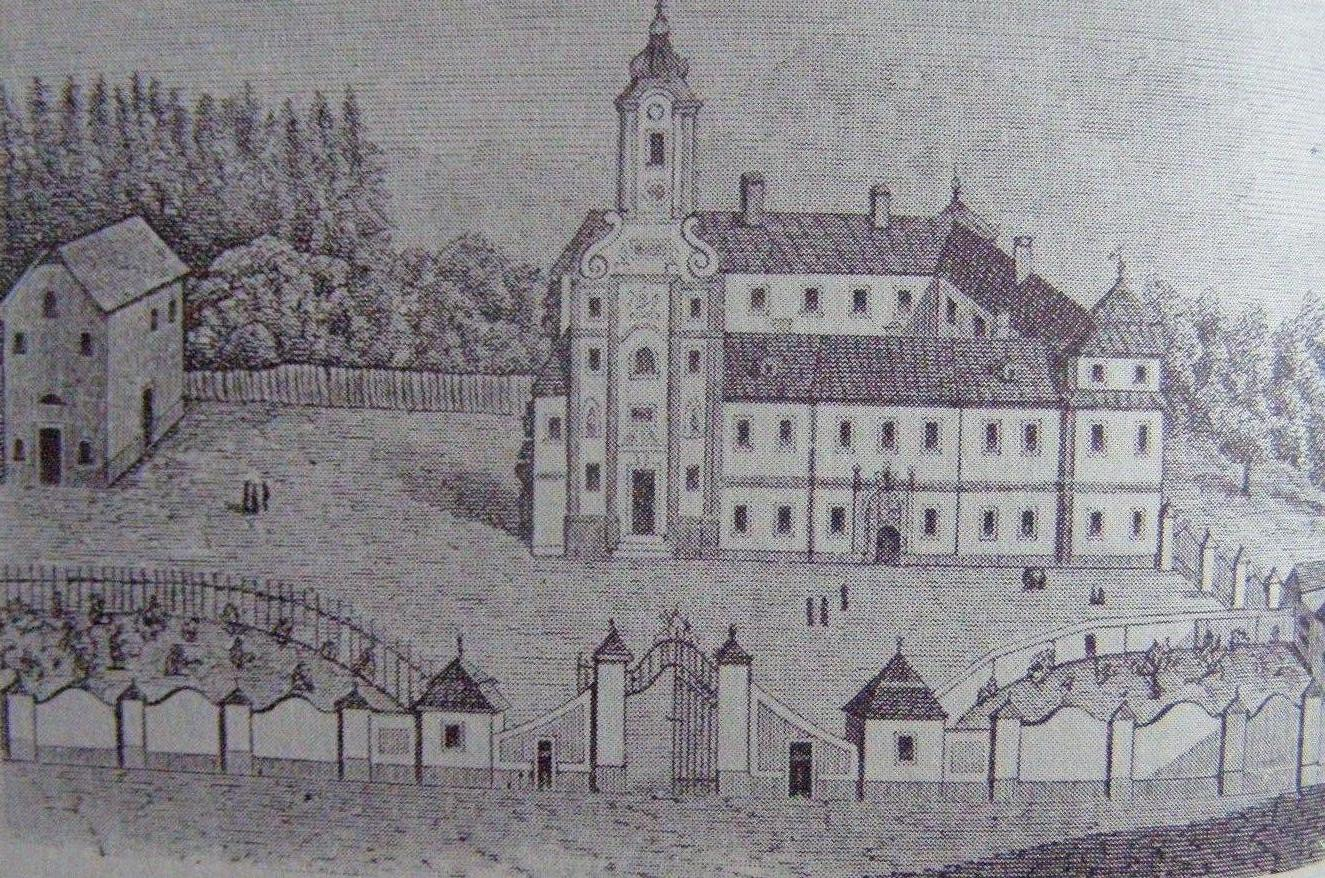
1834-ből való rézmetszet az apátságról

Vadászatot nagyon korlátozott módon folytathatott az apátság, a szerzeteseknek mindez tilos volt, s a munkástestvérek is keveset végezhették. Vadászatot inkább világi előkelők számára rendeztek itt.

Külön erdővédelmi intézkedéseket is hoztak a ciszterciek. Az erdők határait pontosan megszabták és őrizték. 1410-ben az apátság perre kelt Egervári Istvánnal, aki jogtalanul vágatott fát Boldogasszonyfán.

Az apátok megszabták a jobbágyok makkoltatási és fajzási jogait is, valamint merre vághatnak fákat. A kivágásra ítélt fákat jó előre megválogatták, s a szép, egészséges fákat igyekeztek meghagyni.

A favágásokat a téli időszakban tartották, ilyenkor a mezei munkát végző szerzetesek és munkástestvérek egész napokat töltenek a rengetegben, ahol ebédet is főznek maguknak.

Bár nagy erdei területeket hasznosítottak a szerzetesek, de továbbra is óriási kiterjedésű erdők maradtak a birtokon. A legnagyobbak között voltak a gárdonyfalvai, kethelyi és magyarlaki erdők.
A szerzetesek bortermelést is folytattak részben a miseborok előállítására, másrészt kereskedelemre. Bár a szőlőművelés az apátságban általánosan elterjedt, mégsem találunk róla részletes intézkedéseket.

Szentgotthárdon a szőlőművelés meghonosodása egyidős az apátsággal. Imre király már 1198-as adománylevelében már említés van szőlőkről. Lőrinc ispán Almásra adott hét szőlőtőkét, Dénes kettőt, Hencse egyet, valamint vétele útján további ötöt szereztek. Szentkútnál, a németújvári körzetben a győri püspöktől kaptak egy szőlőt kápolnával együtt, de itt is vásároltak másoktól szőlőtőket. A szőlőművelést azonban még nem folytathatták a ciszterciek a törzsbirtokon olyan nagyban, mert az éghajlati viszonyok sem olyan kedvezőek egy ilyen munka végzésére, ezért inkább a távolabb eső, melegebb helyeken zajlott ez erőteljesen, mert ott melegebb volt az idő. Az apátsági szőlők mindkét területen egységes, összefüggő részen feküdtek.

Franciaországból is hoztak magukkal nemes, kipróbált szőlőfajokat, hogy meghonosítsák a Vendvidéken és a többi birtokon is. Ezeket az új szőlőket olyan helyen is megpróbálták meghonosítani, ahol eddig ismeretlenek voltak, vagy a kevésbé nemes fajták nem jól termettek. Szentgotthárdon erre a célra a Rába és a Lapincs által közrefogott területre ültettek ilyen szőlőket, de a kezdeti nehézségek miatt később indult be a termelés. A bor előállítása az egész középkoron át tart. Az almási szőlőt a 14. század végén a szerzetesek bérbe adták.

A bor nagy részét eladták és csak keveset fogyasztottak belőle. A borról egymás között nem beszélhettek a szerzetesek, még akkor sem, ha ők művelték a szőlőt. A bor eladását megkönnyítette, hogy a monostoroknak rendszerint módjukban volt a legjobb borokat árusítani, így nem volt szükséges azokat cégérezni.

A bort 1182-től már kimérésben árusíthatták a ciszterciek a monostoron, vagy majoron kívül, amit a rendtagok nem végezhettek, csak a 13. század közepétől és csak akkor is olyan emberrel, aki vállalni tudta az ez irányú felelősséget.

Magyarországon egyébként a legnagyobb bortermelő ciszterci apátság a cikádori, azaz az első monostor. Sajnos nem mindenki nézte jó szemmel a szerzetesek ilyenformájú gyarapodását. Kalán pécsi püspök 1213-ban III. Ince pápánál panasszal élt, hogy a szerzetesek megfosztják őt a bor után járó tizedtől.

A szőlőműveléshez szorosan kapcsolódik a gyümölcstermesztés is, ami kisebb-nagyobb mértékben minden ciszterci apátságban megtalálható.

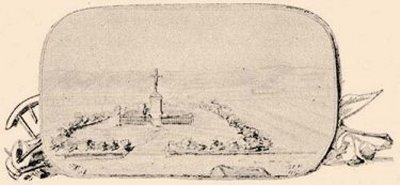
A szentgotthárdi csata emlékére emelt Fehér Kereszt képe 1898-ból. A keresztet Kuzmits Dániel szentgotthárdi perjel állította 1840-ben

A termelésből nyert nyersanyagok feldolgozására különböző műhelyekre volt szükség, melyek a ciszterci apátság „gyárai” voltak. A műhelyek elhelyezésénél ügyeltek arra, hogy víz közelében legyen. Szentgotthárd elég közel feküdt a Rábához, ezért a hajtóerőt igénylő műhelyek sorban egymás mellett álltak. Ha nem volt közel a víz, akkor csatornaásással próbálták a monostor közelébe hozni.

Műhelyekben szerzetesek és munkástestvérek dolgoztak pontos szabályok és beosztások szerint. A műhelyeknek megvolt a maga vezetője, aki ellenőrzött és megszabta a munka menetét. Munka közben a vezető kivételével mindenkinek tilos volt beszélni. A műhelymunkát azonban csak télen végezték, ami fűtetlen volt és nagy megpróbáltatást jelentett, mivel itt keveset mozogtak az emberek, ezért sokat fagyoskodtak.

A kőfaragók és kőművesek voltak az első mesteremberek az apátságban az alapításkor, akik az apátságot felépítették. Számos szerzetes űzte ez a mesterséget, olyan magas színvonalon, hogy más országokba is elhívták őket.

Ugyancsak a kezdetekben jelentek meg az építkezéseknél a famunkások, az ácsok, fafaragók, akik állványozásnál és tetőfedésnél dolgoztak, de ők készítették az első gazdasági épületeket is. Egyszemélyben lehettek akár kőművesek is, sőt szobrászként is dolgoztak.

A nyersanyagot maguk állították elő, többek között meszet és téglát is égettek. A monostor téglaégetője a 16. században is állt és 18. században már téglaárusítással is foglalkoznak.

A templom építésénél dolgoztak üvegfestők is. Noha a díszítettséget eleinte a szerzetes rend nem fogadta el és tiltotta, de a színes üveg szépsége miatt mégis kaptak ilyen díszítettséget a monostorok, bár inkább szürkefestés révén, később azonban a nagykáptalan engedélyezett más színeket is.

Az élelmiszertermelés foglalkoztatta a legtöbb embert az apátságban. A malmok közül a legnagyobb az apátság mellett volt, amelyhez csatornából vezették a vizet, amely a jobb partból ágazott ki a térképek tanúsága szerint és a malmot elhagyva rövid úton visszatért a folyóba. A patakok is megfelelőek lehettek a malomépítésre, a vizüket felduzzasztották és azzal forgatták aztán a kereket. Mivel ezeknek még nem volt olyan teljesítményük, ezért szükség volt több malomra is. A két csörötneki malomba az apátság keleti feléből jártak őröltetni a falvak, míg a nyugatiak szentgotthárdiba.

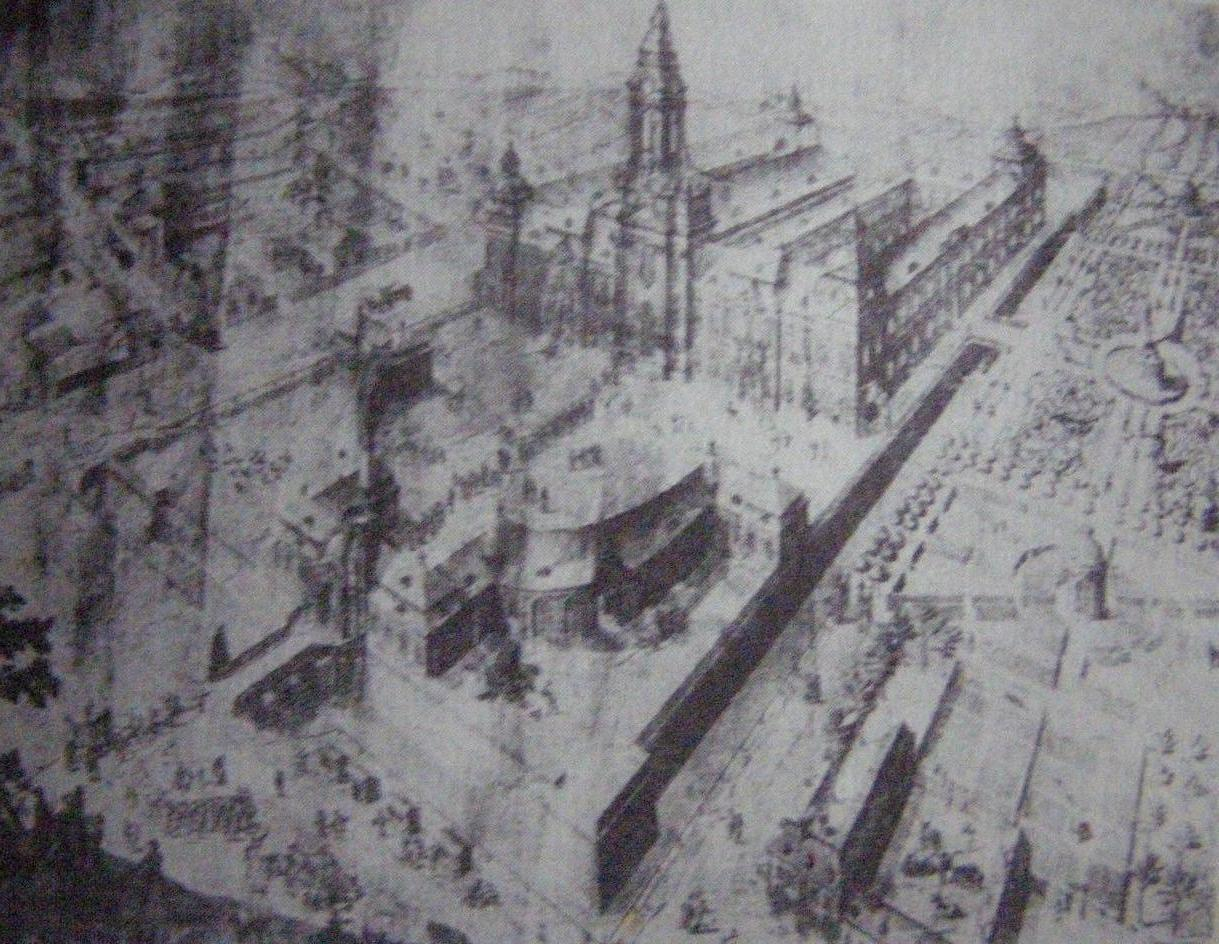
Franz Anton Pilgram szignált terve az új apátságról. (1738–40)

A törzsbirtokon kívül álltak malmok másutt is, Vasváron kettő, Győrváron egy, Boldogasszonyfán egy. Ez utóbbi kiváló malmok között szerepel, mert az itt haladó Sár folyó igen alkalmasnak bizonyult a malom üzemeltetésére.

Oklevelek szerint a malmok építésmódja igen sok előnnyel járt. A malmok nem folyó mellett (leszámítva egy-kettőt) épültek, hanem csatornával vezették hozzá a vizet, így áradás nem pusztíthatta el azt. A csatorna kiágazásánál épült gát pedig szabályozta a vízállást. Hátránya, hogy a gáttal a folyó vizét száraz időben is csatornába tudták szorítani, de a lejjebbi szakaszon álló malmok így nem kaptak vizet. A malmok még további konfliktusokat is eredményeztek, mert ilyen típusú elhelyezéssel a vidék gabonaőrlését monopolizálni lehetett. A malom ezenkívül még akár bérben volt, akár nem így is, úgy is nagy hasznot hozott a cisztercieknek, mert minden jobbágynak kötelező volt földesura malmában őröltetni és az őrölt liszt után vámot szedtek.

A malmokban főleg zab- és rozslisztet őröltek, kis mennyiségben búzalisztet.

A liszt feldolgozásához pékműhelyek is rendelkezésre álltak. Főleg rozskenyeret sütöttek, de a munkástestvérek kenyerébe kevertek még zablisztet is. Búzából általában ünnepnapokra sütöttek egy zsömléhez hasonló nagy cipót.

A pékek műhelyeit rendszerint a monostor mellett építették olyan nagyra, hogy a környék majorjait és falvait is ellássa. Kenyeret nem árusíthattak, sem pénzért, sem lisztért, vagy gabonáért. Itt is akár a malmokban munkástestvérek működtek. Beszélni itt csak az ajtóban félreállva beszélhettek a pékmesterrel.

Jelentős még a sajt- és a sörgyártás is. A ruhákat takácsok állítják elő a juhoktól nyert gyapjúból, kismértékben kendert is dolgoztak fel. Ők beszélgethettek egymással, főleg ha az idősebb a fiatalabbat tanította. Az ún. csapók-nál akkora volt a zaj, hogy ők a kallómalomban is beszélhettek teljesen szabadon mesterükkel.

A kész szövetet aztán a szabók dolgozták fel, akik kész ruhákat, ingeket és takarókat adtak eladásra.

A lábbeliket a lábbelikészítők és a tímárok készítették. A tímár feladata volt a nyersanyag feldolgozása. Tenyészetből kikerült nyersbőröket, vagy vásárolt bőröket dolgoztak fel. A cserzett bőrt eladni tilos volt, csakis saját szükségletre használták fel. A készbőrt a lábbelikészítők dolgozták fel. Sok is volt a munkájuk, mert a lábbelik a sok, fáradságos munka után odalettek. Általában bőrcipőket (caliga), papucsokat (sotulares), valamint egy csizmaszerű lábbelit (bota) készítettek. Új csizmát nem viselhettek a szerzetesek, de viseltes csizmákat adott a részükre az apát.

Dolgoztak még bognárok és kovácsok is az apátságban. A kovácsok számára gyakran több műhely volt egy-egy apátságban. Készítettek még finomabb vasmunkákat is, például kulcsokat, rácsokat stb. Ők teljesen fel voltak oldva a csendrendelet alól, a számukra kijelölt helyen mindig beszélgethettek, mert munkájuk révén aligha lehetett csendet tartani. Ők viseltek az egész monostorban egyedül inget.

Műhelymunkák nem mentek keresztül olyan fejlődési folyamaton, mint a többi szakma az apátságban és az egész középkoron át ugyanazon elv szerint haladtak.

#### Az apátság pénzügyei

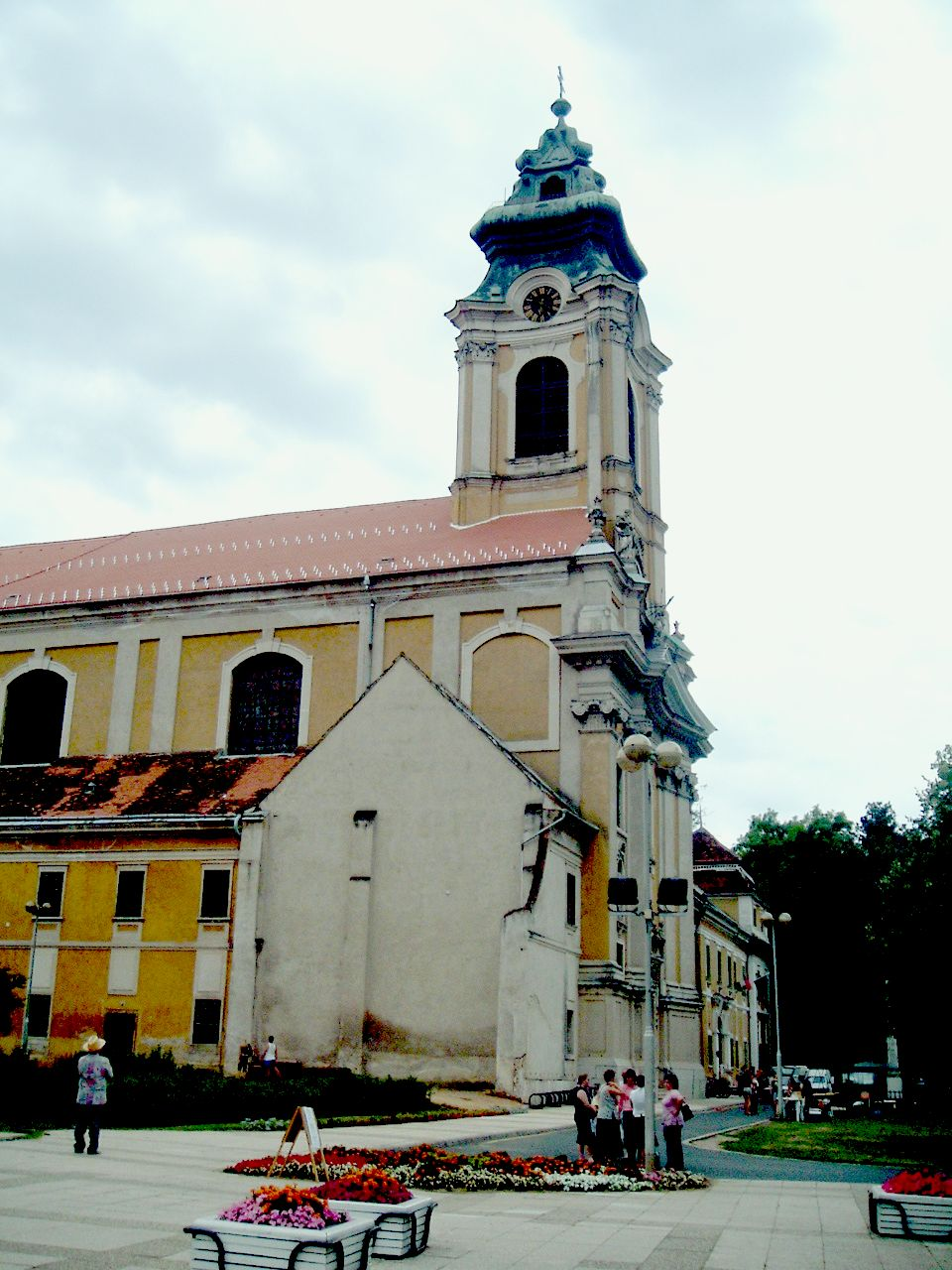
A heiligenkreuzi korszakban emelt Nagyboldogasszony-templom, ami ma a város jelképének számít.

A ciszterci gazdaság fejlődése a pénzgazdálkodással vette kezdetét. Az apátok törekedtek arra, hogy a költségeket minimalizálják, és az éves nyereséget növeljék. Bevételi forrásként első helyen a termelt cikkek jöhettek szóba. A termelés az első időkben azonban még arra szolgált, hogy saját szükségleteiket kielégítsék, s a nagykáptalan is csak úgymond megtűrte a szerzetesek vásározását, amely bár nem egészen szerzeteshez illő dolog volt, de a nagykáptalan is tudta, hogy elkerülhetetlen.

Az apátság általában feldolgozatlan vasat és nyersbőrt vásárolt a bevételi forrásokból. Az eladásra másrészről azért is szükség volt, mert a termelt mennyiség túllépte annak a határát, amennyit az apátság fel tudott használni. Elsősorban mezőgazdasági termékeket és műhelyekben előállított dolgokat vittek piacra. Értékesítettek nagy mennyiségben halat, lovat, sajtot, húst, gyapjút, lábbeliket, faedényeket stb. Nagy volt ezekre a kereslet, ugyanis kivételes minőségűnek bizonyultak, és a megbízhatóságuk is jó volt. Habár olykor kis áron adták termékeiket, a kereslet olyan nagy volt, hogy az apátságnak jó bevételt hozott. Ráadásul minden monostor vásárpénz-mentességet élvezett Magyarországon.

Az eladásnak is megvoltak a szabályai: eladni maximum csak akkora távolságra mehettek más vidékekre, amely négynapi járóföldnél nincs messzebb. Ezt a helyet előzőleg a rendtagok meglátogathatták, hogy felmérjék milyen lehetőségeik akadhatnak ott. Az útra pedig egyszerre legalább két szerzetes, és esetleg egy munkástestvér mehetett. Az útiköltség teljesen rájuk volt bízva. Kizárólag olyasmit adhattak el, ami az apátságból került ki, és mindennemű üzérkedés tilos volt, különösen viszonteladásra szánt termékekkel. Olyasmit, aminek a vétel után az apátság birtokában megnövekedett az ára, el lehetett adni. Három napnál tovább tilos volt időzni a vásáron. A szentgotthárdi apátságot ugyan csak a keleti határáig érintette a közeli Buda-Fehérvár-Vasvár-Muraszombat kereskedelmi útvonal, de az apátság által el lehetett érni a Rába-völgyi úton más kereskedelmi útvonalakat, s rövidesen kialakult a Vasvár és Graz közötti út is, ami áthaladt Szentgotthárdon. Szentgotthárdon a vásárokról szerzett jövedelem hosszú ideig az apátot illette, Robert Leeb ezt végül átengedte a szentgotthárdiaknak.

Jelentős jövedelemforrás származott a sókezelés hasznából. A só forgalomba hozatalába már Szentgotthárd a keletkezésekor bekapcsolódott, a király által nyújtott sókockák révén a só forgalomba hozatalára is jogot nyert az apátság, mely jelentős jövedelmet hozott, és ezt a jogot II. András is megerősítette. A sóból származó évi jövedelme az apátságnak 250 márka volt.
Jövedelemforrás volt egyebek között még a bérlet is. A monostorok a nem törzsbirtokhoz tartozó ingatlanokat nem tudták kezelni, ezért azok egyes darabjait bérbe adták a szerzetesek, s így a saját kezeléssel járó költségek nem őket terhelték. A bérbeadásokra a 14. század második felében került sor a távoli birtokokon. A bérbeadások nem véletlenül történtek ekkor. Az apátságban ugyanis pénzügyi problémák léptek fel.

Az apátság folytatott birtokeladást is, amelyhez viszont különböző hozzájárulások szükségeltettek, ellenkező esetben komoly büntetést vontak a kihágások maguk után, azt, hogy az apát és a jogtalan birtokeladásban érintett tagok állásukat vesztették.

Az apátság a jobbágyi szolgálmányok mellett vámokat is szedett, ezzel is újabb pénzforrásra téve szert. A szentgotthárdi apátságban vámszedő helyek voltak Farkasfalva mellett (itt a Kanizsa felől jövőket vámoltatták), valamint Jánosfalva és Erecsnye mellett, amely a Stájerország felől érkezőket érintette.

További jövedelmet jelentettek a zálogok is.
Adatok hiányában nehéz megállapítani, hogy a szentgotthárdi apátságnak mennyi lehetett az éves jövedelme, de a töredékekből annyi bizonyos, hogy Szentgotthárd is azok közé az apátságok közé tartozott, amelyeknek a legnagyobb volt a jövedelme.

### A hanyatlás
Szentgotthárdi helytörténeti vélemények szerint a bukás magvát már az elvetette, hogy a ciszterciek lecserélték Dobraföldét a sokkalta kisebb Győrvárra, ezzel az eredeti terület csak fele került ki a fennhatóságuk alól és ez hosszabb távon eredményezte a hanyatlást.

#### Jobbágyforrongás
A szerzetes- és munkástestvérek számának csökkenésével az apátok egyre jobban bevonták a munkába jobbágyaikat. A jobbágyok munkaerejét megbecsülték az apátok, de idővel az apátság vezetői közé olyanok jutottak be, akik áthágták a szabályokat, és szabálytalanságokat, olykor törvénytelenségeket követtek el. A parasztok úgy érezték az egyenlő bánásmód után, hogy nekik is beleszólásuk van a szinte már „önálló állam”-nak számító apátság alakulásába. Érzékenyen érinthette őket tehát, hogy az apátok nem tartották magukat a szabályokhoz, továbbá ilyen kétes ügyek mellett az adót akarták emelni. Az adóemelés azonban elkerülhetetlen volt, mert az apátságnak anyagi gondjai támadtak, ami miatt más, korábban elvetett intézkedésekhez kellett, hogy nyúljon. Ez viszont olyan időben következett be, amikor a szabálytalanságok miatt nem vetült éppen jó fény az apátságra.
1350-ben I. Lajos régenseként Łokietek Erzsébet kormányozta az országot, amikor a szentgotthárdi apátság szlovén és magyar jobbágyai részéről feljelentés érkezett Péter apát ellen. A vádlók Kalindicsfalva, Istvánfalva, Rákos és Zsidófalva lakói voltak, akik azzal vádolták az apátságot, hogy annak adószedői erőszakot tettek a lakosságon, mert megemelt adóikat nem akarták befizetni. Az adószedők többek között idegen katonaságot is ráuszítottak a jobbágyokra, akiknek részben ellenálltak. Az összecsapás halálos áldozatot és jelentős anyagi kárt követelt. A vádlókhoz Szakonyfalva is csatlakozott, akiktől németek és magyarok hajtottak el jószágot. Hasonló esetek történtek több más községben is és az eset már szinte pattanásig feszült, olyannyira, hogy az komolyabb ellenálláshoz vezetett volna.

Az elsődleges vizsgálatok az apát vétkességét állapították meg. De Péter apát hamarosan vádlóként lépett fel, és később koholmányoknak minősítették a parasztok vádjait. Péter maga gyanúsította meg a parasztokat gyilkossággal. Szerinte a rákosiak a testvérét ölték meg, őt pedig fegyveresen bezavarták a sekrestyébe, és ott ostromolták. A vád igaz lehet, mert már annyira kiéleződött a helyzet, hogy a jobbágyok rátámadtak a monostorra is.

Az egész úgy végződött, hogy perre idézték az apátság jobbágyait, de azok nem jelentek meg, ami egyet jelentett e bírák előtt, hogy hazudtak, tehát ők a bűnösök. Azonban valószínű, hogy a jobbágyokat senki nem értesítette a per kitűzött időpontjáról, és azok ennek ismeretének hiányában nem tudtak megjelenni.
Az esetnek ma is homályos a legtöbb pontja. Hozzá kell tenni, hogy Péter apátnak nem ez volt az egyetlen ügye, mert 1354-ben már azzal vádolták, hogy bort szállító jobbágyokat raboltatott ki.

Az apátságnak a „nép ellen elkövetett bűneit” igyekeztek minél jobban túlhangsúlyozni a helyi marxista szellemű történetírók. Ugyan a szocialista rendszer már felbomlott, de pontosan nem lehet ma sem megállapítani, voltaképp mi is történt akkor. Annyi bizonyos, hogy ez már a vég kezdetét jelentette.

#### Gazdasági problémák

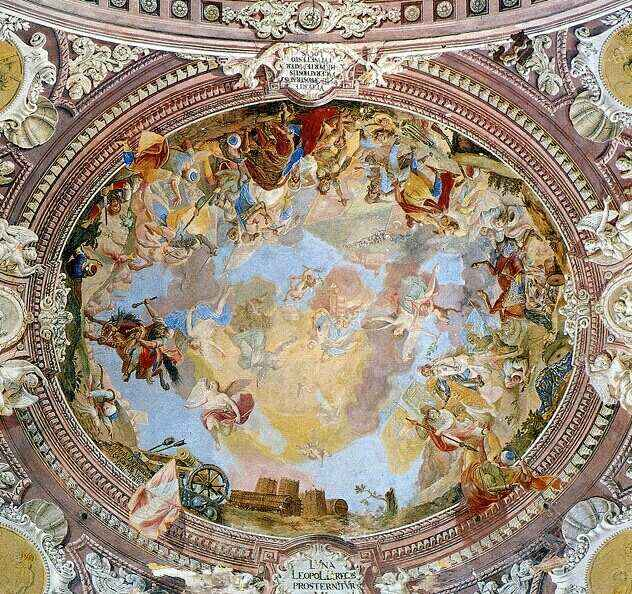
Mennyezetfreskó a barokk templomból; Dorfmeister István: Az 1664-es szentgotthárdi csata. Az ütközet miatt sokat szenvedett az apátság és a környék, különösen a tatár lovasság barbár pusztításai miatt.

A 14. században egyre több bérletet és zálogot adott ki a szerzetesrend, mert a gazdaság már nem hozott annyi jövedelmet, mint korábban. 1373-ban Széchy Miklósnak adták Battyán és Olaszka falvakat, aki később az apátság kegyura lett. Battyánt aztán 1381-ben Mesteri Jánosnak és Simonyi Péternek juttatják. Mindkét esetben a bérletösszeg nyolc dénár volt. Hanem amikor Szentivánt és Sárt adták Víri Imre és Péter bérletébe, azok kifosztották a jobbágyokat. Bár István apát próbálta a károsultakat kárpótolni, de az erre való pénzt elég nehezen teremtették elő. Almást a kapornaki apátságnak juttatták tíz évre 100 bécsi dénárért. Almást a bérlet lejárta után a Kanizsaiak váltották meg öt márkáért. A szintén Zala vármegyei Edelicset Falkosi Miklósnak adták zálogba hatvan dénárért.

Az 1350-es években a pápaság jövedelembevallást kért a ciszterciektől, miután külön pápai tizedet fizettek az apátságok a szentföldi célokra. Ekkor Szentgotthárdnak csak 40 márka volt az évi jövedelme, de a tizedszedő jelentése szerint ez ennek a négyszerese volt 56 garasban számítva. A bérösszegek 1381-ben 68 magyar és 100 bécsi dénárt tettek ki, 1359-ben már öt márkát. 1490-ben ráadásul az apátság javait kezelő Székely Jakab nem hagyta behajtani az adót, és így az apátság 190 forinttal maradt adós, s a zalai birtokokon 67 forint hátralék volt. Amikor Széchy Székelytől átvette az apátság javait, évi 60 forintot fizetett érte, ami jelentősen kisebb bérösszeg volt a szokásosnál.

Simon apát jónak látta, ha az elődje által kieszközölt bérbeadásokat megszünteti, és ismét apátsági kezelésbe veszi az átadott földeket.

A jobbágyok egyre több munkát végeztek, miután az apátság tagjainak száma csökkent. Ugyanakkor az 1350. évi megmozdulást követően nagyon visszaesett a termelés, ezért is volt annyira kevés a jövedelme az apátnak. Egyes apátok tisztességtelen üzelmei is rontottak az apátság presztízsén, a megrendült bizalom pedig szintén rossz hatással volt a gazdaságra.

#### Jogi problémák
A gazdasági problémákkal együtt jogi problémák is felmerültek. 1345-ben az apátságnak Lajos király előtt igazolnia kellett kiváltságait, amit a király megerősített, de újabb igazolást kellett tenni az apátnak 1355-ben is.

Egyre több peres ügye is akadt az apátságnak a 14. században. A perlekedések egyrészt az apátok által elkövetett jogtalanságokból adódtak, de sokan szándékosan borsot próbáltak törni a szerzetesek orra alá. Egervári Mihály 1354-ben panaszt emelt a vármegye előtt, hogy Péter apát hogyan károsította meg őt: 1353 karácsonyán az apát elrabolt egy jobbágyot, tönkretette malma gátját, a vizet elvezette belőle.

Az apátság filiájába tartozó pornói monostor egyik zalai birtokán is konfliktus támadt. Német János udvari vitéz a ciszterciek birtokában álló Bezeréd szomszédságában kapott egy falut, a bezerédi földből a birtokjárói akartak uruknak egy darabot szakítani, Péter apát a királynál hevesen tiltakozott. 1354-ben került sor az ügy tárgyalására, de a végkimenetele nem ismert.
Az egyre sűrűsödő perek az apátság nehéz jogi helyzetére engednek következtetni, s a ciszterciek már nagyon nehezen tudták szilárdan kézben tartani birtokaikat.

### A kegyurak kora

#### A Széchyek
A Széchy család kezére Luxemburgi Zsigmond királysága alatt jutott az apátság. Egész addig a legfőbb kegyura Szentgotthárdnak a király volt, aki valamelyik hívének adományozott birtokot, rendszerint szolgálat fejében, ebbe az adományozásba beletartozhatott akár egyházi kézben levő birtok is.

1391. december 19-én A Széchyek közül János, Ferenc, Miklós és Péter kezébe került a szentgotthárdi apátság, akik Széchy Miklós nádor fiai voltak. A Széchy-fiak előtt nagy vagyonszerzési lehetőség nyílt meg, mert felmérték mekkora lehetőségeket tartogat számukra az apátság, ezért kérték Zsigmondtól, hogy rájuk ruházza át mindezt. De az apátság nem örült annak, hogy a király helyett egy világi főúr kezébe kerülnek. István apát pontosan tudta, hogy egy ilyen úrtól nem sok jót lehet várni.

Miután a monostor kikerült a királyi hatóság alól, megszűnt királyi egyház lenni, de István megpróbálta kegyúri változást megakadályozni. Amikor 1392. január 30-án megjelentek Szentgotthárdon Damassa királyi ember és a vasvári kannonok, hogy az új kegyurat beiktassák, a szerzetesi testület egyhangúlag nemet mondott, de a beiktatást nem lehetett megakadályozni, legfeljebb csak késleltetni. Egy hosszadalmas pereskedés következett, ami december 29-i királyi paranccsal zárult, amellyel 1393. március 12-én foganatosították a beiktatást.

A Széchyek valószínűleg közbenjártak IX. Bonifácnál is, hogy mondassa le Istvánt, s helyébe Pál szerzetestestvért helyezze, aki nem volt ellenzője a kegyúr-váltásnak.

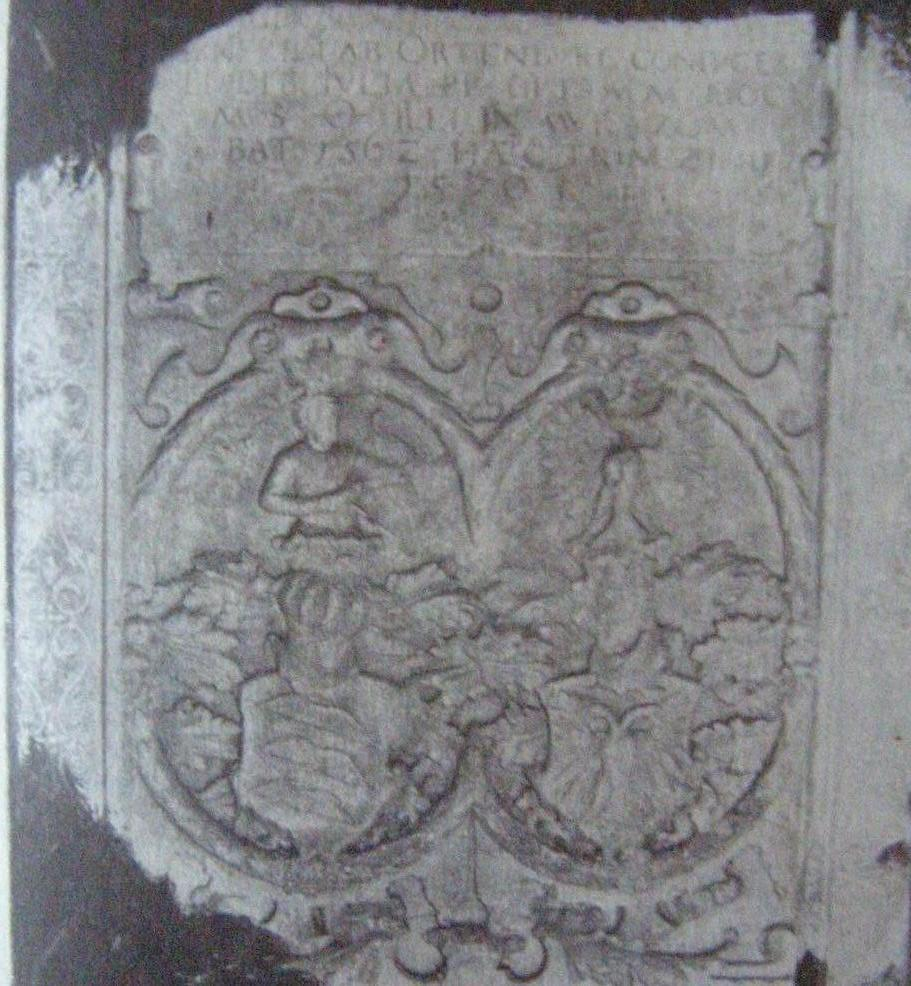
Arco Pyrrhus és Széchy Margit sírköve

Bonifác 1400. november 13-án megerősítette a Széchyek jogát az apátságra, ugyancsak Zsigmond másodjára is jóváhagyta ezt 1406-ban. 1429-ben még mindig több Széchy-fi birtokolta az apátságot, ekkor Széchy Lukács fiai, János és Lukács, 1439-ben Széchy Miklós leszármazottjai, Tamás, János és Miklós, akik zalai főispánok voltak, valamint másik testvérük Szécsi Dénes esztergomi érsek. Idővel csak Miklós rendelkezett az apátság felett, miután testvérei meghaltak.

Pál apát állandó pereskedései eredménytelenek voltak, és a jogi lehetőségek kimerültek, amikor Zsigmond Károly Róbert adománylevelét erősítette meg 1402-ben.

1448. május 28-án a Szentgotthárd feletti atyaapáti jogokat átruházzák Trois Fontaines helyett a reini apátságra (Ausztria). Abban bíztak, hogy egy közelebbi apátság eredményesebben tudja védeni Szentgotthárdot, mint a távoli francia.
1471-ben bizonyos Szlavóniai Imre, aki állítólag rendtag volt, megpróbálta magának megszerezni az apátságot, Széchy Miklóst pedig kitúrni. Kihasználta azt, hogy Széchynek bizonyos joga volt az apátválasztást illetően és a vasvári káptalan előtt Szlavóniai azzal a hazugsággal állt elő, hogy őt Széchy minden ok nélkül megfosztotta az apáti rangtól, valamint ki is fosztotta és meg is verte, de valószínűleg soha nem is volt apát. Az ügy bíróság elé került, de az ítélethirdetés előtt Szlavóniai az esztergomi érsekhez járult, akit szintén meggyőzött a maga igazáról. Az érsek elrendelte Széchy kiátkozását és Szlavóniai visszahelyezését. A Széchyek viszont a bizonyítékok előteremtésére perhalasztást kaptak, de Szlavóniainak sikerült felültetnie a bírót is, aki a halasztást visszavonta. A pert végül a Szentszék döntötte el Szlavóniai javára. Széchy perújítást kért II. Pál pápától, aki új bíróságot állított fel, amely végül megfosztotta Szlavóniait az apátságtól és helyébe Györgyöt ültette.

##### Mátyás király feltámasztja az apátságot
A ciszterci monostorok Mátyás király korára kipusztulófélben voltak Magyarországon, de Mátyás segítségükre sietett. Mátyás megpróbálta a kegyuraktól visszavenni királyi fennhatóság alá az apátságokat. Az e célra kijelölt bizottság tanácsadója Márton szentgotthárdi apát lett. Az apátság rövid időre visszaszerezte idegen kézben levő birtokait, bár Mártont követően rövid időre ismét kegyúr kezére jutott. 1480-tól ismét szabad lett az apátság, és újjáépítő munkába kezdett kilenc rendtaggal Scholl Henrik német származású apát idején, aki ekkor már másodszor töltötte be ezt a tisztséget. Széchy nem nyugodott bele az apátság elvesztésébe, de Mátyás megakadályozta, hogy újra érvényesítse jogát. Széchy sokáig feszítette a húrt, míg Mátyás türelme végleg elfogyott, és megfenyegette, amennyiben továbbra is gáncsoskodik, akkor teljes vagyonelkobzásra és kegyvesztettségre számíthat.
A birtokot a szerzetesek rendbe tették, Scholl kilencévi apátsága alatt végig élvezte Mátyás király bizalmát. 1489. október 13-án az apátválasztás jogát Mátyás a pilisi monostornak adta. Ekkor megint vizsgálatot rendeltek Franciaországban a rendezetlen viszonyok miatt, s ismét kegyúr rendelkezett az apátság felett.

#### A kegyurak garázdálkodásai
A Széchyek az apátságot pusztán pénzszerzési lehetőségnek tekintették, ezért igyekeztek minél többet kisajtolni a birtokból. Bár az első évtizedekben még nem volt túlságosan rossz az apátság helyzete, a megváltozott körülmények miatt a sok fáradsággal felépült gazdaság pusztulásnak indult. Tönkrementek a gazdasági felszerelések és a monostor is, aminek tetőzete mutatta a legsilányabb állapotot.

A Széchyek a jobbágyfalvakban helyezték el lovaikat, ahol a plébánosoknak kellett az állatokat etetniük. Az apátságnak kevés volt a lakója, emiatt a műhelyekbe alig jutott ember, s a termelés lelassult. Nem törődtek a malmokkal sem, amelyek lassú romlásra lettek így ítélve. A földeken is jobbára jobbágyok dolgoztak. Az apátságnak kevés volt a jövedelme, de az adóterhek magasak voltak.

A legsúlyosabb a helyzet Széchy Tamás idején volt. Bár 1490 után a birtokon kőre-járó malmot és szőlőt telepített, de ezzel csak szaporítani akarta azt a jövedelmet, ami az ő kezébe folyt be. Magas áron kimérette a borokat, rossz minőségű lisztet osztott ki a jobbágyok között, és kétszeres árat szedett be tőlük. Minden alkalmat megragadott, hogy minél nagyobb jövedelmet szerezzen, és több rendtagot, papot koholt vádak alapján börtönbe juttatott. A tűrhetetlen helyzet miatt sok szerzetes elmenekült Szentgotthárdról.
A jobbágyokat erőszakkal elhurcolták más birtokokra, például Felsőlendvára és Dobrára. A kegyúr más birtokokra rablókirándulásokra járt, és kényszerítette az embereket, hogy ezekben rablásokban ők is vegyenek részt. Jogosulatlan adóemeléseket, bírságokat szabtak ki, vagy kölcsön címén szedtek be óriási összegeket. A Széchyek alatt a birtok egészen tönkrement, a jobbágyok nem kísérelhettek meg komolyabb ellenállást, mert Széchy keményen büntetett.

Azért erre a korra esik a legsúlyosabb kegyúri hatalmaskodás, mert ekkor Jagellók uralkodtak Magyarországon. II. Ulászló kifejezetten tehetetlen, hozzáértéssel nem rendelkező uralkodó volt, emiatt az főurak hatalma megnövekedett a királyi tekintéllyel szemben, és a jobbágyaikkal kényük-kedvük szerint azt tettek, amit csak akartak.

A jobbágyok nem menekülhettek el, főleg azután, hogy az 1514-es parasztháborút követően röghöz kötötték a parasztokat, azaz megfosztották szabad költözködési joguktól.
A Széchyek önkényuralma 1528-ig tartott.

#### A kegyurak korának vége

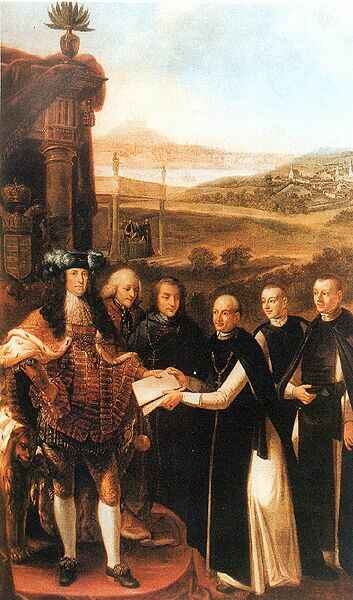
Id. Dorfmeister István: III. Károly Robert Leeb heiligenkreuzi apátnak adományozza a szentgotthárdi apátságot

A Széchyek nem sokáig nyomhatták el a szerzeteseket, valamint az apátság szlovén-magyar népét. 1526-ban a mohácsi ütközetben Széchy Tamás – aki ekkor vasi főispán volt – eltűnt. Fia, István csak két évig nyomta el az apátságot, mert I. Ferdinánd elvette tőle azt és Serédi Gáspárnak adta. Széchy még egy ideig görcsösködött a birtok mellett, mire Serédi beperelte a visszaélések miatt. Széchy hiába hivatkozott a Zsigmond-féle adománylevélre, a törvénytelenségek és amiatt, hogy királytól kinevezett apátot nem fogadta be, minden jogát elvesztette az apátság felett. Széchynek húsz évre visszamenőleg kellett visszafizetnie az apátságtól felvett jövedelmet. Ez évi kétezer forint volt, mely így összesen 40 000 forintot jelentett.

Ezzel véget ért a Széchyek hosszú uralma Szentgotthárdon. Ekkor a monostorról úgy beszélnek az írásos források, hogy a Széchyek vára (castelleni domini Thomas Zechy in castello Sancti Gothardi). Serédy is folytatta az erődítési munkálatokat a várban, s 1556-ra már vizesárok vette körül a várat.
1556-ban a Széchyek még mindig nem nyugodtak abba bele, hogy elvesztették az apátságot. Ekkor Széchy Margit katonai erővel kergette el az utolsó apátot. Az ügyből per lett a család és a reini apátság között. 1565. december 1-jén született ítélet az ügyben, s I. Miksa kiadott oklevélben szentesítette a fennálló állapotot. Húszezer magyar forintért tizenkét évre zálogba adta a Széchyknek a várat, fegyvereivel együtt. Kikötés csupán annyi volt, hogy saját költségen kellett miséket tartani, érintetlenül kellett hagyni az egyházi épületeket, a többi erődítményt pedig jó karban kellett tartaniuk, más jogok megsértése nélkül. A kegyúri jog megerősítésére nem került sor, és 1577-re a Széchyek végleg búcsút mondhattak Szentgotthárdnak.

### Az apátság megsemmisülése
A török terjeszkedés is indokolttá tette Szentgotthárd megerősítését. Szentgotthárd maga is részt vállalt a török elleni védekezésben, s ez mellékessé tette már azt a kérdést, hogy a ciszterciek teljesen visszanyerik-e jogukat itt. Nemcsak a török háború jelentett fenyegetést, hanem a reformáció egyre fokozottabb terjedése is. A környéken több földesúr tért át a protestáns hitre. Szentgotthárd szomszédságában, a dobrai uradalomban megtörtént az evangélikus vallás bevezetése. Közvetve a területet érte is török támadás 1593-ban, akkor elpusztult Alsófarkasfa, s további kisebb török portyázó csapatok is megjelentek. Kanizsa 1600-as elfoglalása után már csak idő kérdése volt, mikor tör nagyobb oszmán sereg Szentgotthárd ellen. Az első támadás azonban mégis nyugatról jött. 1604-ben stájer csapatok és spanyol zsoldosok foglalták el az apátságot Wolfgang von Tieffenbach vezetésével. Tieffenbach támaszpontként akarta felhasználni Bocskai István felkelésével szemben az apátságot. 1605-ben Némethy Gergely hajdú-tatár csapata stájerországi portyázásról tért vissza, és Szentgotthárd közelében járt. Tieffenbach ekkor elrendelte a vár kiürítését és aláaknázta. A robbanás a földdel tette egyenlővé a monostort és Szentgotthárdot is lángba borította.
A vár pusztulását követően a törökök, némelykor a rácok is egyre beljebb merészkedtek a területen, és sorra hódolásra késztették a falvakat. Első lépésben megtámadták az adott községet, pár embert megöltek, néhányat elhurcoltak és utána követelték az adózást. A falvak félve a további török támadásoktól, megtették mindezt. A szentgotthárdi csatában a tatár és oszmán lovasok felperzselték a vidéket, ehhez hasonló pusztítást a vidék egészen a második világháborúig nem szenvedett el. Ugyanakkor a keresztény hadsereg német, francia és osztrák erői is követtek el rablásokat, de számolniuk kellett a környék lakosságának ellenállásával.
1664 után már nyugodtabb időszak következett Szentgotthárdra és vidékére, de a törököknek még 1690-ig adót fizettek. 1677-ben Széchényi György kalocsai érsek, Szentgotthárd címzetes apátja a templom megmaradt falait részben felhasználva egy kisebb templomot építtetett, amit 1787-ig használtak, majd magtárrá alakítottak, innen is származik a neve Magtártemplom.

### A heiligenkreuzi korszak
Széchy Margit katonai akciója után a szerzetesek Reinbe menekültek, de a rend nem nyugodott bele a régi apátság elvesztésébe. Sorozatosan ostromolták az uralkodókat és nádorokat kéréseikkel. 1728-ban Heiligenkreuzban Robert Leebet választották apáttá, akinek a rend törvényes igényeit sikerült érvényre juttatnia.

A szentgotthárdi apátságot egyesítették Heiligenkreuzzal. III. Károly bizalmát már korábban sikerült elnyernie, s jogaikat egy külön beadványban részletesen ismertette, továbbá százezer forintot kívánt fordítani a tönkrement plébániák részére, az apátság újjáépítésére. Leeb elnyerte a Andochius Pernot cîteauxi apát bizalmát is és vetélytársait, a reini apátot és jezsuitákat is sikerült maga mögé szorítania.

1734. július 29-én Károly megadta az engedélyt Leebnek a szentgotthárdi apátság feltámasztására. Az apátok kinevezéséhez ezentúl nem kellett püspöki jóváhagyás, azokat a két apátság közös konventje választotta.

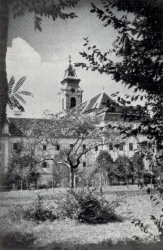
A templom mögötti kert az 1930-as években

Kezdetben még nem volt biztató a helyzet. Az első szerzetesek Matthias Gusner és Gaspar Schrezenmayer fráterek vezetésével érkeztek Szentgotthárdra, de lakható helyet még alig találtak. A Magtártemplom ekkor már omladozott. A szerzetesek a Nagyfalva feletti Schlösslbergen található nyári lakban húzták meg magukat. Ezen a helyen Mária-kápolnát emeltek, ahová első négy halottjukat temették.
1740-ben vette kezdetét a ma is álló barokk épületegyüttes építése Franz Pilgram tervei alapján, Robert Leeb heiligenkreuzi apát kezdeményezésére. 1740–1746 között felépült a barokk kolostor, 1748–1764 között elkészült a ma is álló barokk templom. Az eredeti tervek azonban, amelyek a neves építész Franz Anton Pilgram kezéből kerültek ki, kétszárnyas kolostort céloztak létesíteni, ehelyett csak egy készült el. A munkálatok teljes befejezésére már nem volt elegendő pénz, ezért csak egy szárny készült el.
A tízoltáros templom hossza 50,3 méter, szélessége 17,5 méter, magassága 26 méter, a torony magassága 60,5 méter. A díszes homlokzaton látható a heiligenkreuzi és a szentgotthárdi apátság címere. A templom festését Gusner Mátyás ciszterci fráter végezte, a kupolákat pedig az akkor híres bécsi akadémia festője, Dorfmeister és fia készítette. A két nagyméretű mennyezeti freskó a szentgotthárdi csatát és János prófétai látomását örökíti meg. A templombelső berendezései közül kiemelkedik a barokk stílusú aranyozott szószék, a faragott orgona, valamint a templom pácolt tölgyből készült, fekete intarziás, faragott padjai, melyek Schrezenmayr Gáspár ciszterci fráter 40 évi munkájának eredményei. Említésre méltók még a templom és kolostor ajtajának kilincsei, záróreteszei, hevederjei, sarokvasai, csillárjai. Alkotójuk nevét nem ismerjük.
Ezzel együtt az ellenreformációs tevékenységek is elindultak a területen. Ehhez többek között Szily János működése is hozzájárult, akit az új szombathelyi püspökség élére neveztek ki.

Számos új templom épült a környező falvakban, köztük Apátistvánfalván, a Harding Szent István tiszteletére emelt kegyhely, amellyel egy új egyházközség született. Ezenkívül iskolákat is építettek. Az oktatás a mindig az adott terület nyelve szerint folyt. Az apátságban háromféle nemzetiség élt, ezért az iskolákban és a templomokban is ennek megfelelően tanítottak és mondták a prédikációt. Szily támogatásának köszönhetően egy tótsági plébános, Küzmics Miklós, aki a Tótság esperese is volt, lefordította a négy evangéliumot vendre, továbbá írt imakönyveket és tankönyveket, melyeket itt is terjesztettek a szlovén falvakban.

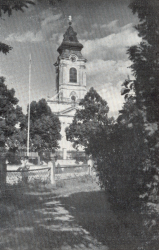
A templom szemből (1930-as évek)

Mire az építkezések befejeződtek, más politikai, gazdasági és ideológiai szempontok kezdtek kibontakozni. A feudalizmus a fejlődés gátja lett, terjedtek a felvilágosodás eszméi, teret nyertek az egyházellenes eszmék is. II. József a szerzetesrendek felszámolását tűzte ki célul, de olyan rendeket oszlatott fel csak, amelyek nem foglalkoztak tanítással és földműveléssel. József viszont eltörölte a ciszterci szerzetesrendet is néhány éven belül. A szentgotthárdi apátságot nem záratta be ugyan, de a régi Széchényi által épített templomból magtárat csináltatott, és a monostor fennállása bizonytalan maradt. Ebben a félelemben Szentgotthárdon a rendi templomba helyezték a plébániát. 1780 és 1789 között a rendtagok száma 80-ról 48 főre csökkent, s 1803-ig az új rendtagokat is a generálisi szemináriumban kellett kiképezni, ez pedig a kolostoron belül generációs ellentéteket okozott.
József halála után változott a helyzet, és Marian Reutter apát igyekezett fellendíteni a szerzetesi életet. A lelkipásztorkodásra még nagyobb hangsúlyt fektetett, továbbfejlesztette a művészi kialakítást, és a gazdaság is haladt előre, nem érződött rajta a napóleoni háborúk okozta dekonjunktúra.
A 19. században az apátság továbbfejlesztette iskoláit is a környéken, a régi faépítésű házak helyet tartós téglaházakat kezdtek kialakítani.

#### Az apátság utolsó évtizedei
Kasche Miklós apátsága alatt elnyerte végleges képét az apátság. Bonaparte Napóleon magyarországi hadjárata alkalmával megszállta az apátságot, de a marhavész, árvíz, jégeső és más terhek a háborút követően is pusztították az apátsági vagyont.

Prindlmayer András prior és adminisztrátor alatt új tetőszerkezetet alakíttatott ki az apátságnak, és megszüntette a hátulsó kisebb tornyot.

Seidemann Xavér volt a heiligenkreuzi korszak első apátja, aki Magyarországon született, kormányzása alatt virágkorát élte e korszakban az apátság. Utódja, Komáromy Ödön alatt a Mária-kápolnában új kövezetet és padokat készíttettek, és a régi tönkrement berendezést is lecserélték.
A 18. század végén viszont szóba került az egyesített apátságok szétválasztásának ügye, s az adományokat már évtizedekkel korábban visszavonták. Az újjáépített létesítmények sorra kezdtek önállósulni, vagy hazai egyházi intézményekbe olvadni. Szentgotthárd és Heiligenkreuz együttese azonban továbbra is fennmaradt, ezért sokan támadták. 1867 után minden eddiginél szigorúbban kezdődött meg az elhatárolás az osztrák intézményektől, de mivel az apát magyar volt, így magyar oldalról kevés volt az ellenlábasa a Heiligenkreuzzal való közösségnek. Mikor 1877-ben Komáromy meghalt Trefort Ágoston vallás- és közoktatásügyi miniszter már határozottan állást foglalt a Heiligenkreuztól való elválasztás mellett. 1878. november 4-én a Zirc–Pilis–Pásztói apátsághoz csatolták Szentgotthárdot adományképpen a bajai főgimnáziummal együtt. A rendelkezést a Szentszék december 18-án hagyta jóvá. A szerzetesek többsége ezután átköltözött Heiligenkreuzba, de még mindig maradt bizonyos fokú szerzetesi jelenlét Szentgotthárdon. Többek közt az 1895-ben alapított Vörösmarty Mihály Gimnáziumban is tanítottak.
1918-ban tervek születtek a magyarországi szlovén autonómia létrehozását illetően, mely terv az autonóm területnek a Szlovenszka krajina akarta adni. A programot vezető Klekl József azt szerette volna, ha ebbe a ciszterciek hajdani Szentgotthárd környéki birtokai – ahol mára többségében magyarok és németek élnek, de valamikor voltak szlovének is – belekerülnének és a krajina szerves részét képeznék. Az 1919-es Mura köztársaság (amely bár nem volt komolyan szervezett államalakulat) is igényt tartott erre a területre.
A szerzetesi élet véglegesen 1945 után szűnt meg Szentgotthárdon. 1950-ben a kommunista diktatúra kezdetén elvették a szerzetesektől az apátsági épületet, amely ma a polgármesteri hivatalnak ad otthont.
Az 1956-os forradalom leverése után a kommunisták legfőbb ellenfelüknek a magyarországi keresztény egyházakat tekintették. Így került sor, máig tisztázatlan körülmények között Brenner János rábakethelyi plébános brutális meggyilkolására.

### Napjaink
A barokk templom jelenleg Nagyboldogasszony Plébániatemplomként működik. A templommal egybeépült rendház, ma a Polgármesteri Hivatalnak ad otthont. 1971-ben kezdődött, és majd tízévi szünet után folytatódott a régészeti feltárás az ún. magtártemplom környékén, és napvilágra kerültek a középkori apátság maradványai.

Megtörtént az ún. Magtártemplom régészeti feltárása és színházteremmé történő átépítése (1988). A városban ma is látható a Temető-kápolna, ahová az apátok hamvait helyezték végső nyugalomra.

## A ciszterciek hagyatéka
A Vendvidék és Szentgotthárd sokat köszönhet a ciszterci apátságnak. A Vendvidék egyedülálló természeti adottságai, a kaszálók, mezők, erdők mint a ciszterciek művelése után maradtak meg. Ezért is kiemelten védett részét képezi az Őrségi Nemzeti Parknak a Vendvidék. A mai szlovén lakosság is a ciszterciek által hozott telepesekből formálódik, s számos kegyhely, vagy egyéb történelmi hely is hozzájuk kapcsolható.
Bár 1945 után a kommunista diktatúra alatt igyekeztek valamiképp sötét képet adni az apátságról – különösen az 1350-es megmozdulás kapcsán –, de még ekkor is nyilvánvaló volt, hogy a ciszterciek letelepítése nagyon hasznos volt a vidék számára.
A ciszterciek mindenütt ott hagyták emlékeiket, így a város és a vidék történelmének alakulásában rendkívül jelentős szerepet játszottak, viszont országos, vagy európai viszonylatban sem elhanyagolható tevékenységük.

## A szentgotthárdi ciszterciek apátjai

### 1185-1489
- P. apát[168] (1185)
- István apát (1217)
- Péter apát (1268)
- Pál apát (1294)
- János apát (1326)
- Rogér apát (1339)
- János apát (1340)
- Péter apát (1350 és 1376)
- István apát (1381)
- Simon apát (1381)
- István apát (1389 és 1392)
- Pál apát (1392 és 1419)
- Arnold apát (1419)
- Archard szentgotthárdi apát (1440)
- Darabos György (1449-60)
- Pál apát (1460)
- Scholl Henrik (1460-68) először
- György apát (1471)
- Márton apát (1472-77)
- Scholl Henrik (1480-1489) másodszor

## Az apátság világi urai
- 1391-től Széchy Miklós fiai: János, Ferenc, Miklós és Péter
- 1429-től Széchy Lukács fiai: János és Lukács
- 1439-től Széchy Miklós fia: Tamás, János, Dénes és Miklós
- 1469 körül Szlavóniai Imre
- 1477-ben Pesnitzer Ulrik
- 1489-től 1498-ig Székely János, intézői Szarvaskendi Márk és Darabos Ozsvát
- 1498-tól 1526-ig Széchy Miklós fia Tamás és annak fia István
- 1526-tól 1528-ig Széchy Tamás fia: István

## Az apátsághoz kötődő híres emberek
- idősebb Dorfmeister István
- ifjabb Dorfmeister István
- Eberl Gotthárd
- Brenner János
- Bogovich Lőrinc
- Dóczy József

## Érdekességek
Rodriguez Endre 1941-ben forgatott a Néma kolostor c. filmjének utolsó külső jelenetében lefilmezte a szentgotthárdi Nagyboldogasszony templomot és az apátságot. A filmben a Vághelyi Gusztávot játsszó Jávor Pál szerelmes egy Betti (Tolnay Klári) nevű leányba. De a szerelem nem válik valóra, s Betti otthagyja Gusztávot, aki bánatában kolostorba vonul. A forgatókönyv szerint Gusztáv a karthauziak közé áll be szerzetesnek (ebben az évben a rendező készített A karthausi címmel egy másik játékfilmet is), de Rodriguez úgy látta, hogy a kolostor megjelenítéséhez a szentgotthárdi apátság a legmegfelelőbb.

### Fő forrás
- Kalász Elek: A szentgotthárdi apátság birtokviszonyai és a ciszterci gazdálkodás a középkorban, Budapest 1932.

### Egyéb felhasznált irodalom
- Archivum comitatus Castriferrei: ELŐADÁSOK VAS MEGYE TÖRTÉNETÉRŐL IV. – M. Kozár Mária: Felsőszölnök meghódolása a töröknek 1640-ben, Szerk.: Mayer László, Tilcsik György, Szombathely 2004. ISBN 963-7227-15-6
- Csiszár Károly: Őrség, Savaria Tourist – Vas Megyei Idegenforgalmi Hivatal, Szombathely 1994.
- Csorba Csaba: Árpád örökében, Magyar Könyvklub – Helikon Kiadó, Budapest 1996. ISBN 963-548-415-1 / ISSN 1416-4019 HE 509 ISBN 963-208-407-1
- Csorba Csaba – Estók János – Salamon Konrád: Magyarország Képes Története a kezdetektől napjainkig, Magyar Könyvklub, Budapest 1999. ISBN 963-548-961-7
- Jožef Košič: Življenje Slovencev med Muro in Rabo, (Kossics József művei egy kötetben. összeállította Dr. Vilko Novak) Izbor del Budimpešta 1992. ISBN 963-04-2096-1
- Mukicsné Kozár Mária/Marija Kozar Mukič: Etnološka topografija slovenskega etničnega ozemlja – 20. stoletje; Slovensko Porabje/A szlovén etnikai terület néprajzi topográfiája – 20. század; Szlovénvidék, Ljubljana-Szombathely 1984. Az adatokat 1979 júliusa és 1983 júliusa között gyűjtötték. A tanulmányért szakmailag a szerző felelős.
- Eőrséghnek Leirása ugymint: Annak Természete, Története, Lakosai ezeknek szokásai, nyelvszokása. a' mellyeket öszve szedegetett Nemes-Népi Zakál György: 1818-dik Esztendőben, Kiadja: Fertő Hanság Nemzeti Park Igazgatósága 2002 ISBN 9630095041
- Száz Magyar Falu Könyvesháza: Felsőszölnök, Írta: Kozár Mária, Szerk.: Gyurácz Ferenc, Száz Magyar Falu Könyvesháza Kht. ISBN 963-9287-20-2
- Tájak, települések, polgárok – Beluszky Pál: Őrség – Vendvidék – Felső-Rába-völgy, Dialóg Campus Kiadó, Budapest–Pécs 2005. ISBN 963-9542-91-1
- Változó Világ: A magyarországi szlovének, Írta: Mukics Mária, PRESS PUBLICA, Budapest 2003. ISBN 963-9001-83-X
- Zlinszkyné Sternegg Mária: A Szentgotthárdi ciszterci apátság története és művészetének emlékei, Szentgotthárd, helytörténeti, művelődéstörténeti, helyismereti tanulmányok, Szombathely 1981. ISBN 963-03-1192-5